# گروه نیسان
گروه نیسان (انگلیسی: Nissan Group) شرکت خوشه‌ای ژاپنی است، که در حوزه‌های خودروسازی، صنایع سنگین، صنایع شیمیایی، ساخت تجهیزات نیروگاهی، سامانه‌های اطلاعاتی و مخابراتی، تولید تجهیزات الکترونیکی، ارائه خدمات مالی و بیمه، همچنین ساخت‌وساز املاک و مستغلات فعالیت می‌نماید. گروه نیسان در سال ۱۹۲۸ توسط کارآفرین ژاپنی؛ یوشیسوکه آیکاوا تأسیس شد.
دفتر مرکزی این شرکت در چیودا، توکیو، ژاپن قرار دارد. از شرکت‌های زیرمجموعه گروه نیسان می‌توان به: نیسان، هیتاچی، نیپون اویل، نیسان کمیکال، هیتاچی کنکی، هیتاچی زوسن، هیتاچی مکسل، یودی تراکس، نیسمو، داتسون، اینفینیتی و جی‌اکس هولدینگز اشاره کرد.

## نیسان موتورز
نیسان، (به ژاپنی: 日産自動車株式会社) شرکت خودروسازی ژاپنی و چندملیتی است، که دفتر مرکزی آن در شهر یوکوهاما، ژاپن قرار دارد. ریشه‌های تأسیس این شرکت به زمان راه‌اندازی شرکت خودروسازی داتسون بازمی‌گردد، در پی خریداری شرکت داتسون توسط یوشیسوکه آیکاوا، وی داتسون را در شرکت خوشه‌ای و تازه تأسیس خود، ادغام نمود و شرکت جدید را نیسان نامید.
شرکت نیسان همانند تویوتا و هوندا که به ترتیب شرکت‌های لکسوس و آکورا را در آمریکای شمالی تأسیس کردند، اقدام به راه‌اندازی شرکت اینفینیتی نمود. از سال ۱۹۹۹ شرکت رنو به یکی از سهامداران اصلی نیسان تبدیل شد، به‌طوری‌که تا سال ۲۰۰۸ مالک ۴۴٪ از سهام آن گردید، در مقابل نیسان نیز ۱۵٪ درصد از سهام رنو را در اختیار دارد. هم‌اکنون کارلوس غصن به‌طور هم‌زمان، مدیرعامل و رئیس هیئت مدیره هر دو شرکت نیسان و رنو می‌باشد و از طریق شرکت رنو-نیسان آلیانس که حاصل مشارکت استراتژیک دو شرکت می‌باشد، سکان رهبری رنو و نیسان را در دست دارد. در سال ۲۰۱۲ نیسان پس از شرکت‌های جنرال موتورز، تویوتا، گروه فولکس‌واگن، هیوندای موتور گروپ و فورد، به‌عنوان ششمین خودروساز بزرگ جهان، شناخته شد.

### تاریخچه

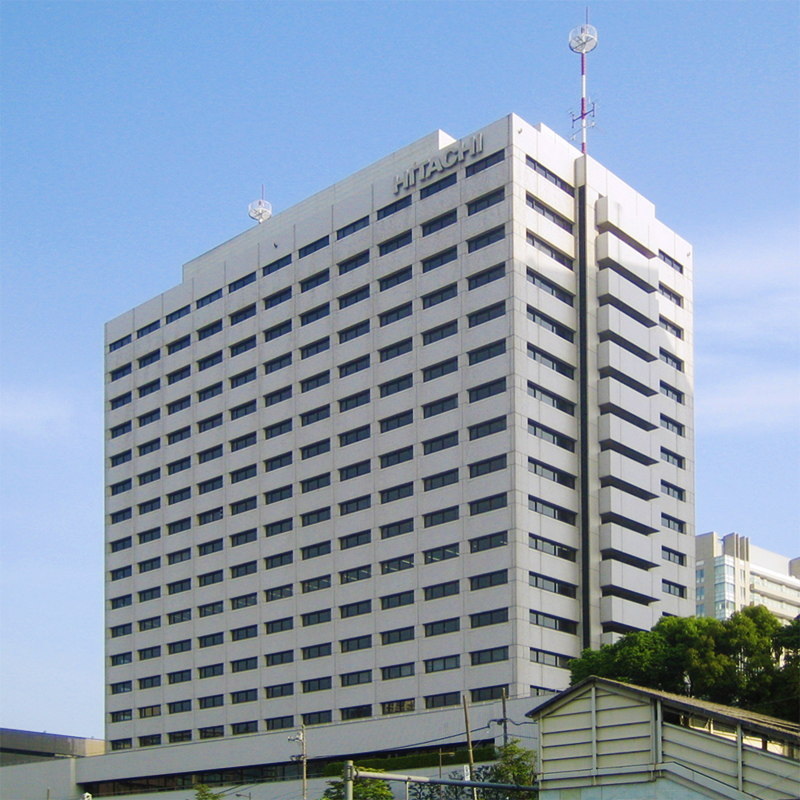
ساختمان مرکزی هیتاچی در چیودا، توکیو

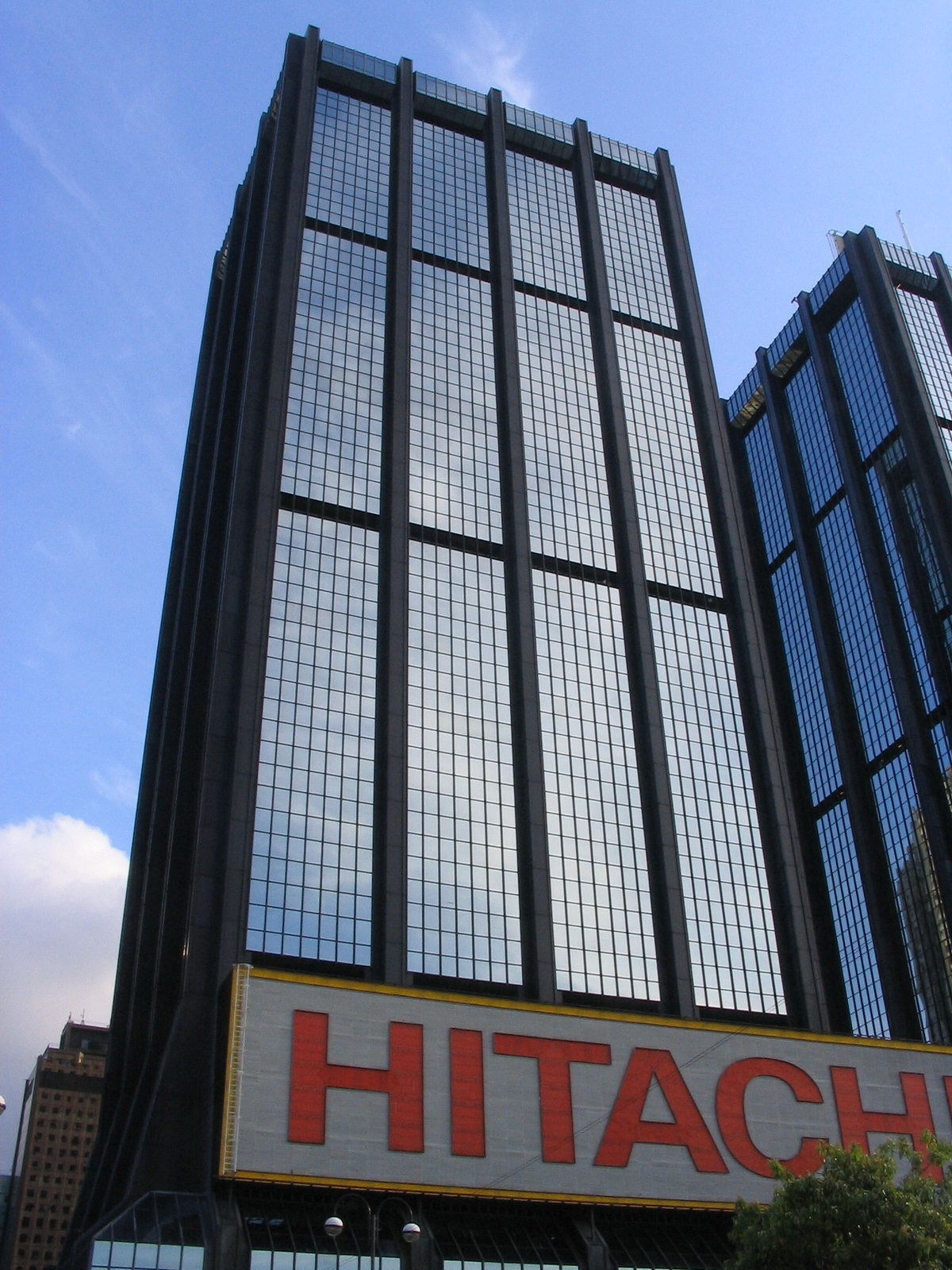
ساختمان اداری هیتاچی در هنگ کنگ

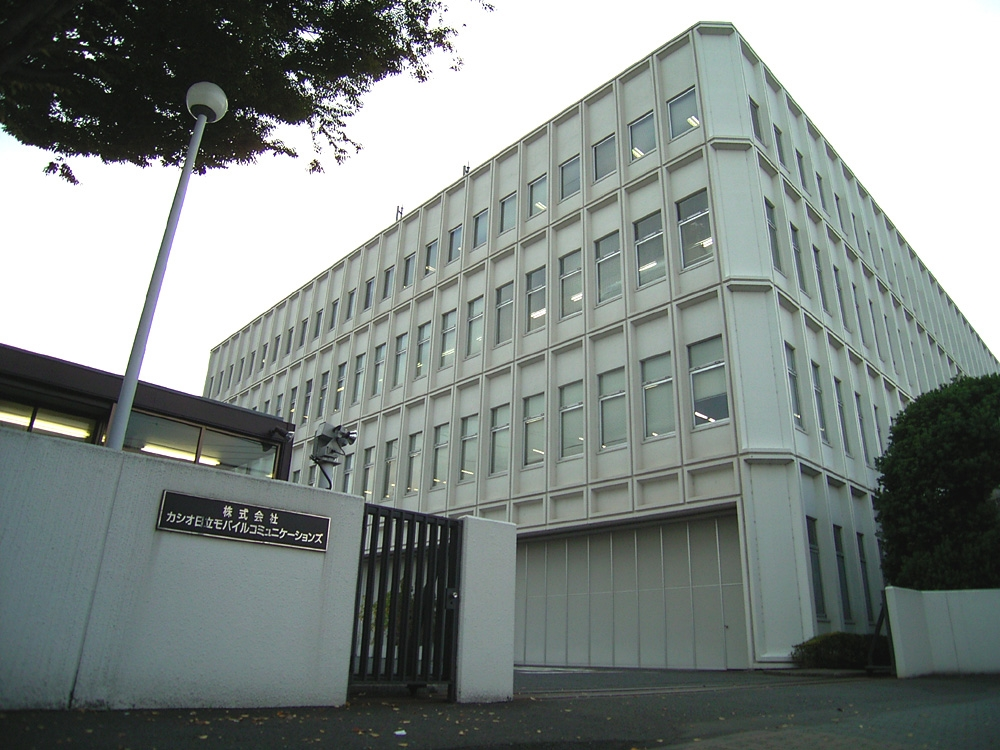
ساختمان اداری شرکت مشترک کاسیو-هیتاچی برای تولید موبایل، توکیو

#### دهه‌های ۱۹۱۰ و ۱۹۲۰

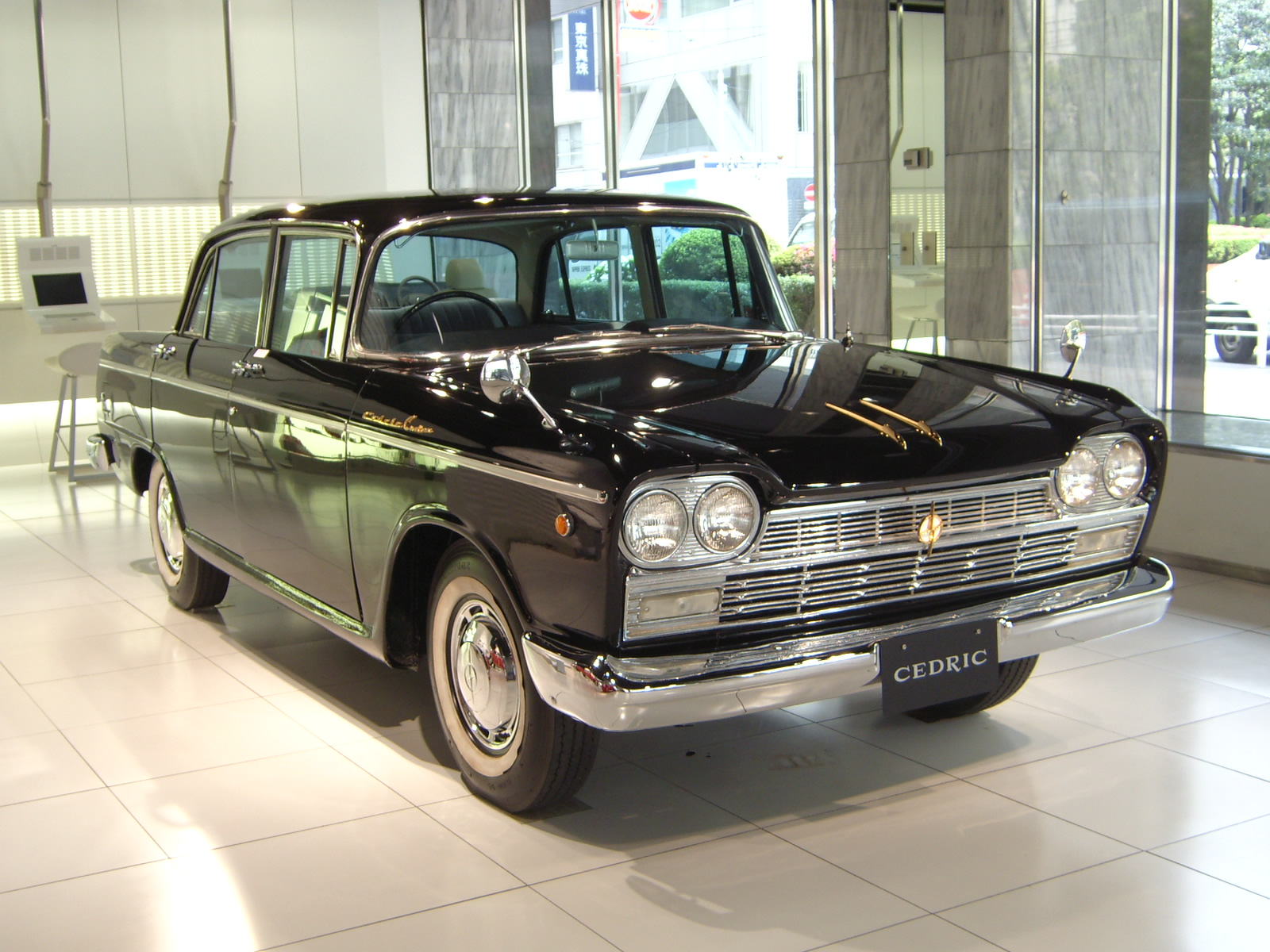
نیسان سدریک

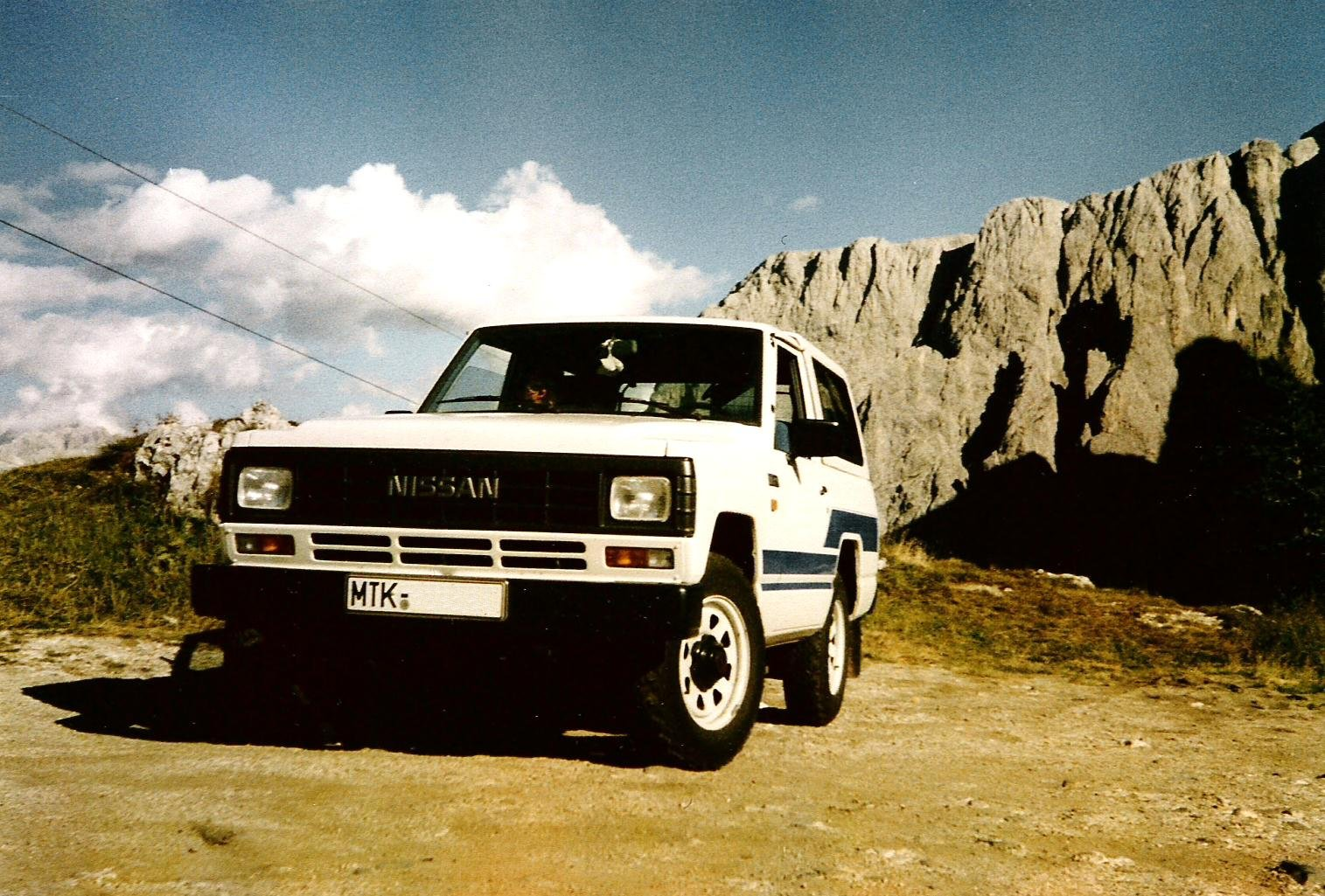
نیسان پاترول مدل ۱۹۸۰

در سال ۱۹۱۱ ماسوجیرو هاشیموتو، شرکت کوایشینشا موتور کار ورکس (به انگلیسی: Kwaishinsha Motor Car Works) را تأسیس کرد و در ۱۹۱۴ این شرکت با سرمایه‌گذاری سه بازرگان ژاپنی، نخستین خودروی خود را طراحی و تولید نمود. این وسیله نقلیه ۲ سیلندری که تنها ۱۰ اسب بخار قدرت داشت، دات نامیده شد، که از حروف اول نام خانوادگی سه سرمایه‌گذار آن، گرفته شده بود. سرمایه‌گذاران این پروژه عبارت بود از:
- کنجیرو دین (به انگلیسی: Kenjiro Den)
- روکارو آویاما (به انگلیسی: Rokuro Aoyama)
- میتارو تاکئوچی (به انگلیسی: Meitaro Takeuchi)

این شرکت در سال ۱۹۱۸ به کوایشینشا موتور کو تغییر نام داد و شروع به تولید کامیون‌های نظامی نمود. در سال ۱۹۱۹ شرکت جیتسایو جیدوشا، به‌عنوان شرکت تابعه کمپانی کابوتا، در شهر اوساکا راه‌اندازی شد. این شرکت بلافاصله شروع به تولید کامیون‌های سایز کوچک نمود، که قطعات مورد نیاز آن‌ها را، از ایالات متحده آمریکا وارد و در ژاپن مونتاژ می‌کرد. در سال ۱۹۲۵ شرکت کوایشینشا موتور به دات موتور کار تغییر نام پیدا کرد. یک سال بعد در ۱۹۲۶ شرکت دات موتور و جیتسایو جیدوشا با هم ادغام شدند.

#### دهه‌های ۱۹۳۰ و ۱۹۴۰

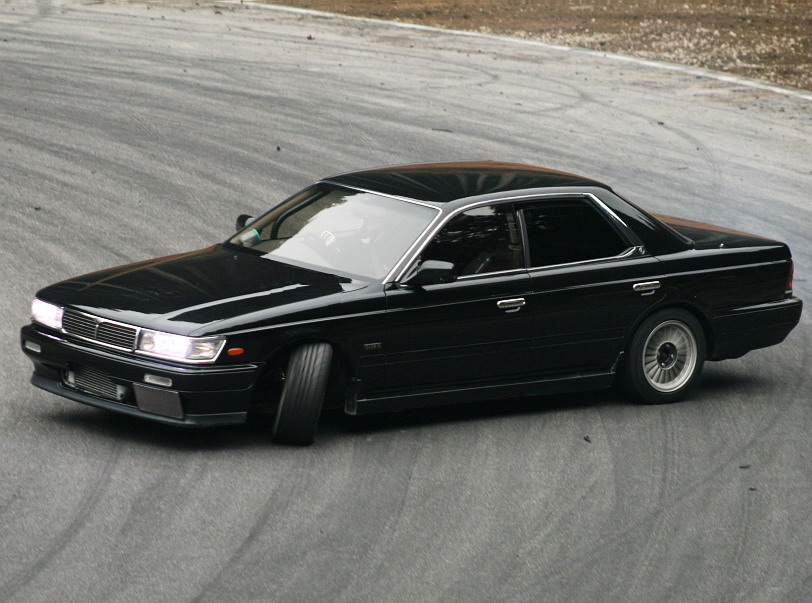
نیسان لورل

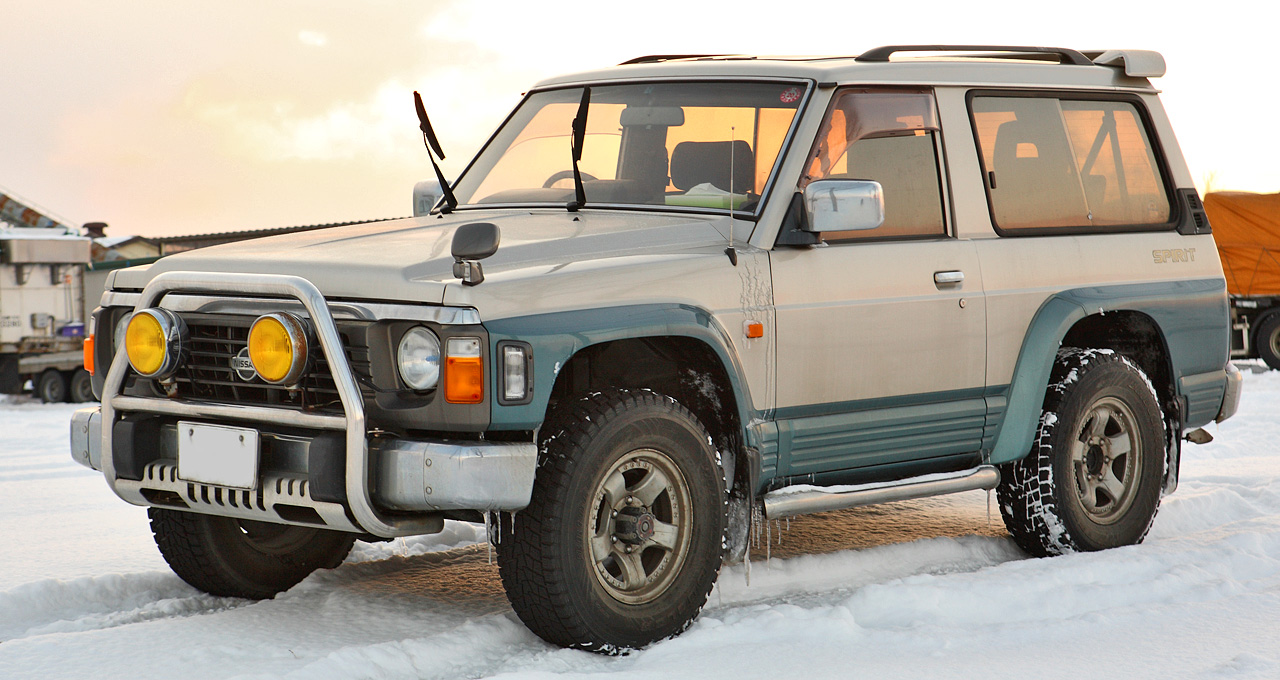
نیسان سفری دو در

در سال ۱۹۳۰ اتومبیل دات، دست‌خوش تغییر شد. خودروی کوچک جدیدی به نام دات سان (به معنی پسر دات) تولید شد، که چندی بعد، به داتسون تغییر نام داد. در سال ۱۹۳۱ این شرکت مدل داتسون تیپ ۱۱ را به بازار عرضه کرد. در ۱۹۳۴ داتسون اقدام به مشارکت با اتومبیل‌ساز دیگری به نام نیپون سانگیو نمود. این شرکت متعلق به کارآفرین و بازرگان ژاپنی؛ یوشیسوکه آیکاوا بود. آیکاوا ابتدا اقدام به خریداری داتسون نمود، سپس با تصاحب چند شرکت خودروسازی کوچک و ادغام کلیه شرکت‌ها در کمپانی نیپون سانگیو، این کمپانی، به یک شرکت خوشه‌ای تبدیل گشت، که از ۷۴ شرکت صنعتی و غیرصنعتی تشکیل می‌شد و شرکت‌های زیرمجموعه آن، در حوزه‌های مختلفی فعالیت می‌کردند، از این شرکت‌ها می‌توان به: توباتا و هیتاچی اشاره نمود. در ابتدای دهه ۱۹۳۰ پس از ورود شرکت نیپون سانگیو به بازار بورس توکیو، این شرکت در مبادلات سهام، به‌اختصار از نام نیسان استفاده کرد، که مختصر شده نیـهون سانـگیو بود. این شرکت و زیرمجموعه‌های آن، هیچ‌یک تا سال ۱۹۳۳ عملأ در صنعت خودروسازی فعالیت نمی‌کردند. در سال ۱۹۳۳ در پی خریداری شرکت توباتا، مالکیت داتسون (که زیرمجموعه‌ای از توباتا بود) در اختیار نیسان قرار گرفت، که نیسان را به صنعت خودروسازی وارد کرد و یک سال بعد، در ۱۹۳۴ شرکت خودروسازی نیسان تشکیل شد.
آیکاوا که طرح عظیمی برای تولید انبوه ۱۰ تا ۱۵ هزار دستگاه خودرو در هر سال داشت، شروع به عملی کردن این پروژه نمود. یک سال بعد و پیش از جنگ جهانی دوم، اولین داتسون‌های سایز کوچک در کارخانه مستقر در یوکوهاما، به خط مونتاژ فرستاده شد. در طول جنگ جهانی دوم تولید این وسیله نقلیه، به کامیون‌های نظامی و موتور هواپیما و قایق‌های اژدرافکن، تغییر پیدا کرد. شرکت نیسان تولید وسایل غیرنظامی را در سال ۱۹۴۵ از سر گرفت و ۲ سال بعد، با دریافت سفارش تولید خودروهای داتسون، بار دیگر برند داتسون وارد خط تولید گردید.

#### دهه‌های ۱۹۵۰ و ۱۹۶۰

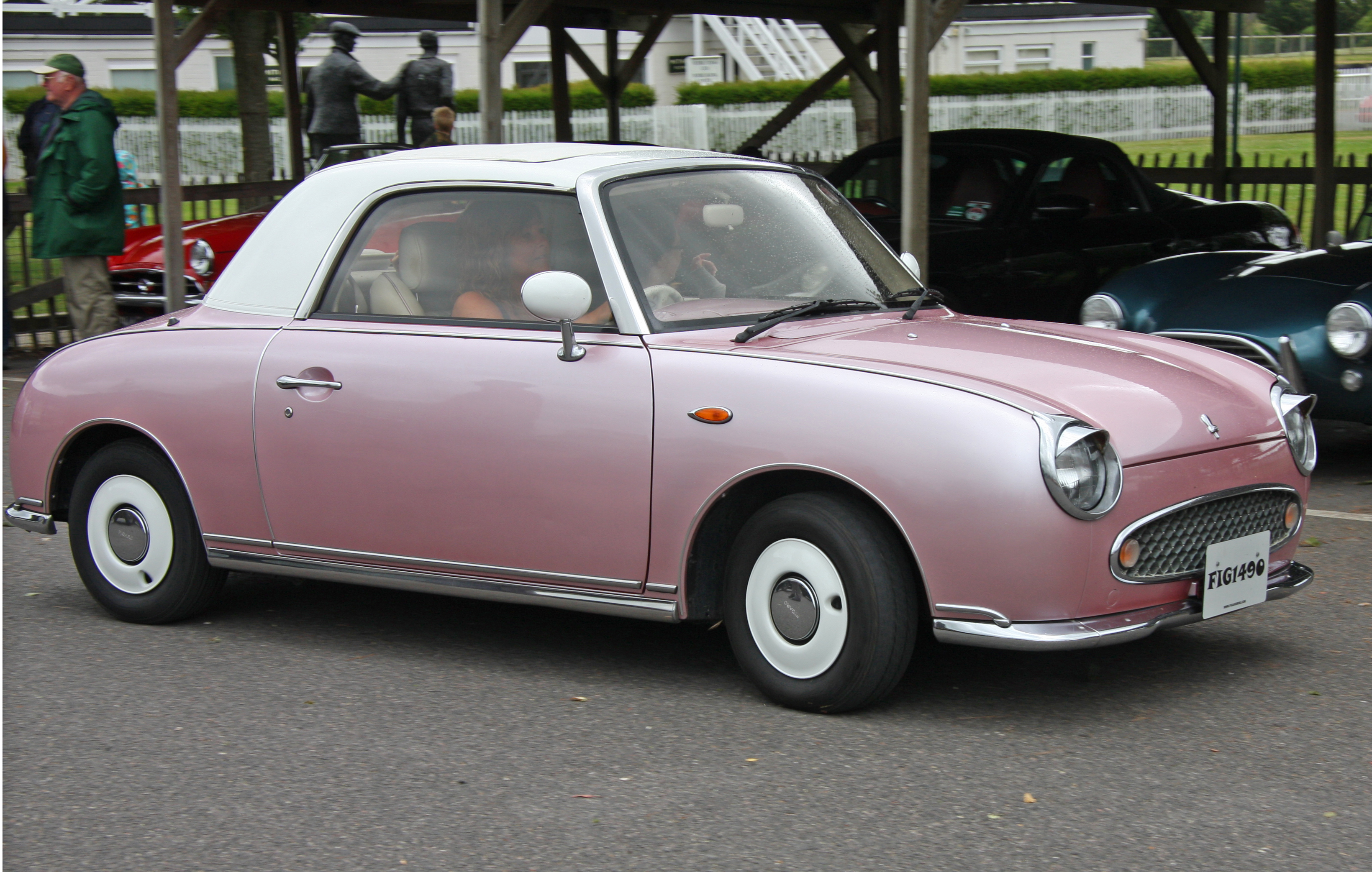
نیسان فیگارو

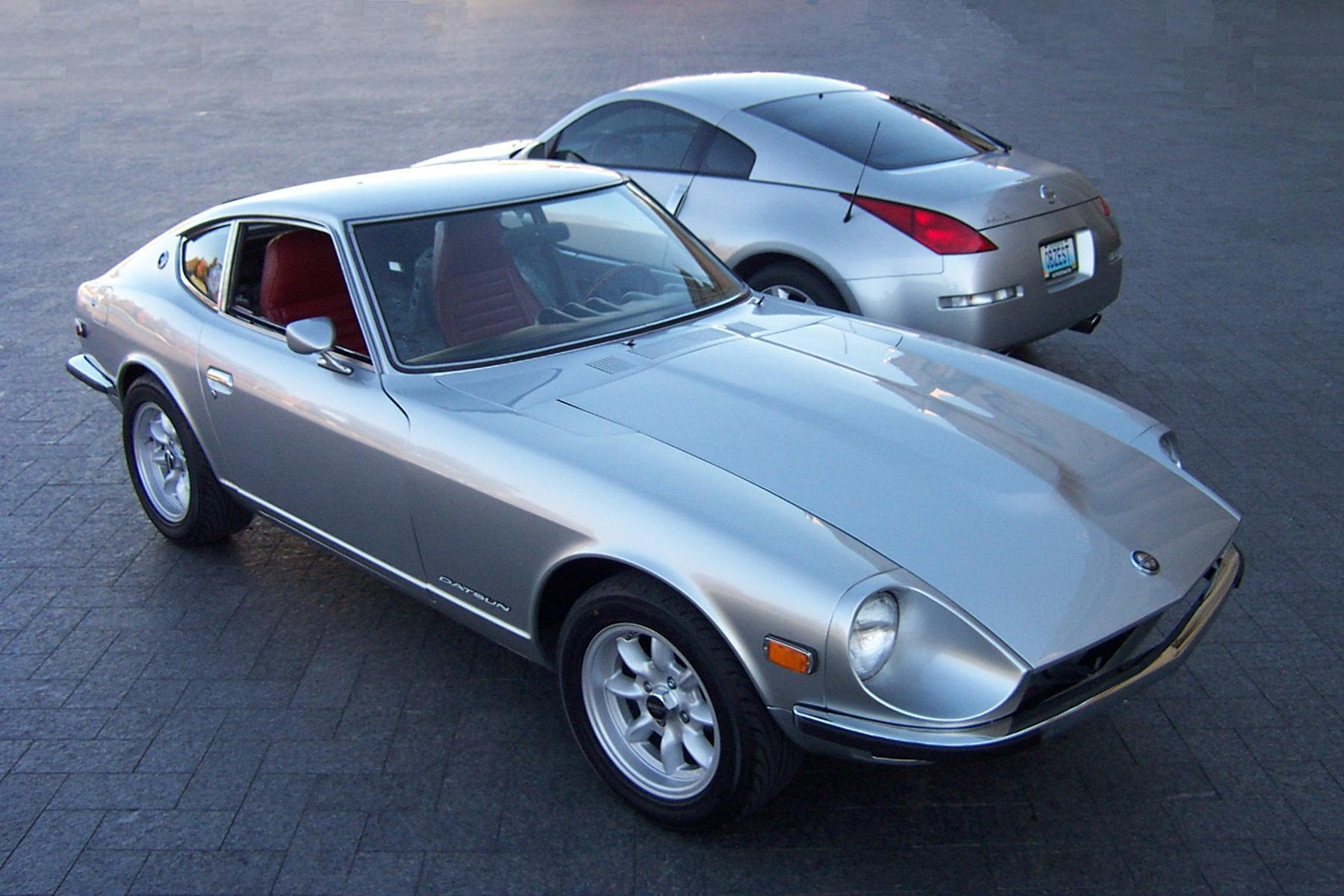
دو مدل از نیسان زد

در سال‌های نخست دهه ۱۹۵۰ نیسان به‌عنوان یک کمپانی خودروسازی موفق ژاپنی در یوکوهاما، در سطح جهانی مطرح شده بود. با پیشرفت صنایع خودروسازی، زمان ساخت اتومبیل الکتریکی فرا رسید. دولت ژاپن بهره‌گیری از انرژی دوگانه را مدنظر قرار داد، سپس نیسان اقدام به تولید خودروی الکتریکی تاما نمود و آن را روانه بازار کرد.
به منظور جواب‌گویی به احتیاجات ارتش ژاپن، در سال ۱۹۵۱ اولین خودروی دو دیفرانسیل کمپانی نیسان به نام نیسان پاترول از خط تولید نیسان خارج شد. این خودرو از بسیاری جهات مورد توجه ژاپنی‌ها قرار گرفت و از نظر ظاهری نیز بسیار شبیه به اتومبیل جیپ ساخت ایالات متحده آمریکا بود. در سال ۱۹۶۶ شرکت نیسان با پرینس موتور کمپانی ادغام شد. پس از این ادغام نیسان وارد فاز جدیدی از تولید محصولات شد، که به ساخت و عرضه مدل‌هایی چون نیسان اسکای‌لاین و نیسان گلوریا انجامید.

#### دهه‌های ۱۹۷۰ و ۱۹۸۰

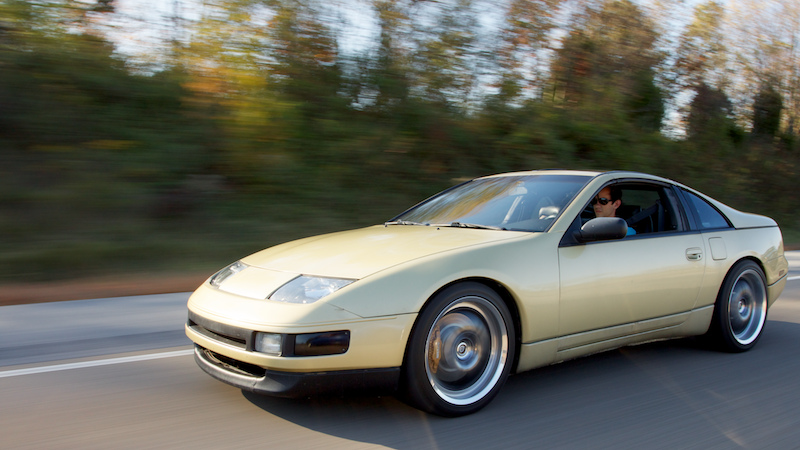
نیسان ۳۰۰زدایکس

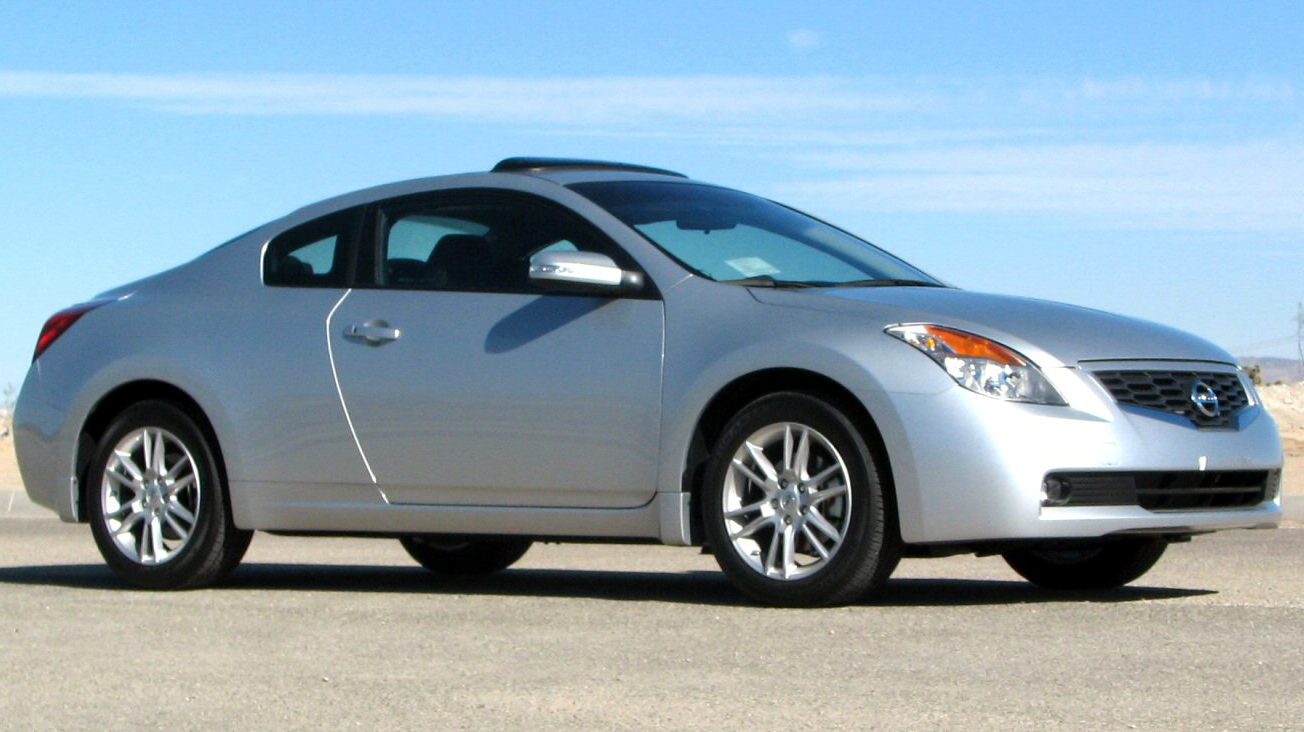
نیسان آلتیما

در دهه ۱۹۷۰ نیسان صادرات خودروهای خود را به ایالات متحده ادامه داد و بازاری برای خود فراهم کرد، که با فروش سالانه بیش از ۲۵۵ هزار دستگاه خودرو در سال ۱۹۷۱ ادامه یافت، ولی بحران عظیم سوخت در ایالات متحده آمریکا به عنوان یک کشور مصرفی باعث شد، که این کشور درخواست خودروهای کوچک‌تر، ارزان‌تر و با سوخت مناسب‌تری که همانند محصولات نیسان، هوندا و تویوتا بود، را بدهد.
در سال ۱۹۷۳ یک میلیون دستگاه داتسون در ایالات متحده به فروش رسیده بود و دو سال بعد از آن شرکت نیسان بزرگ‌ترین شرکت صادرکننده وسیله نقلیه به شمال آمریکا بود. در دهه ۱۹۸۰ دو مرکز بزرگ تولید خودرو را در ایالات متحده آمریکا و بریتانیا ایجاد کرد و در سال ۱۹۸۳ خودروهایی مانند سانی را تحت نام نیسان به بازار ارائه کرد. تا سال ۱۹۸۷ صادرات رو به افزایش این شرکت، به بیست میلیون دستگاه در سال رسید.

#### دهه‌های ۱۹۹۰ و ۲۰۰۰

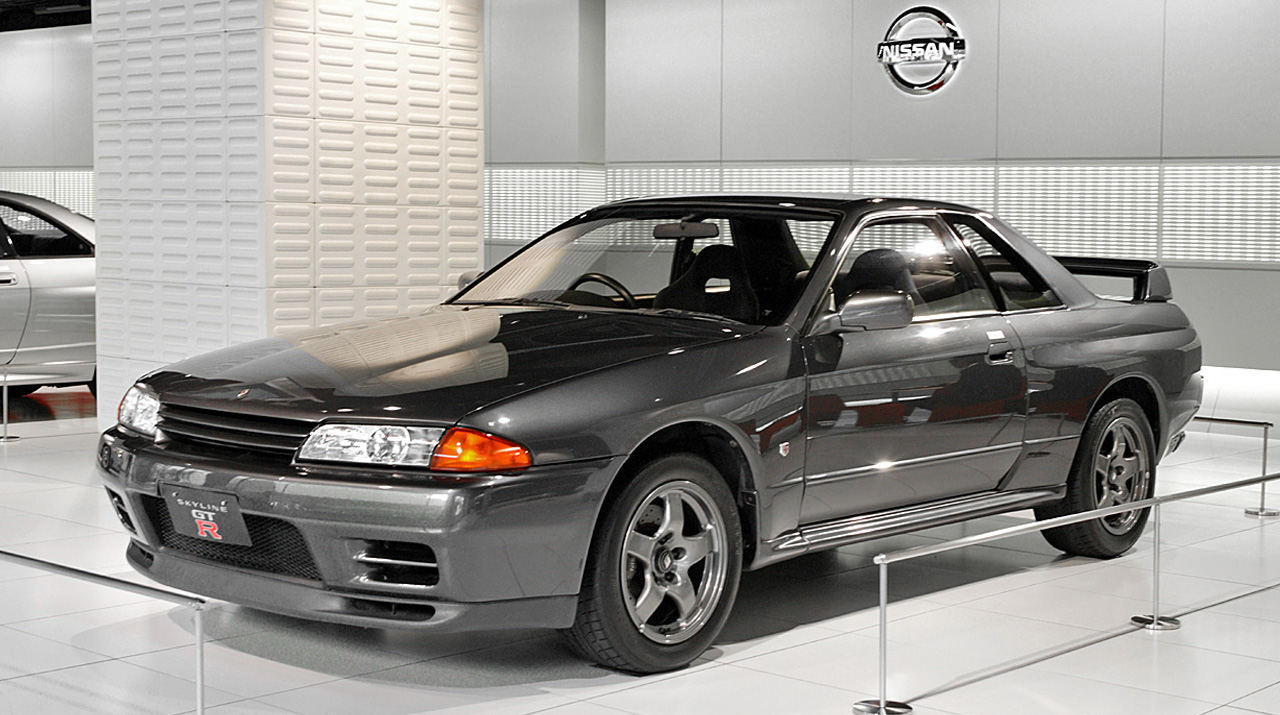
نیسان اسکای‌لاین مدل ۲۰۰۷

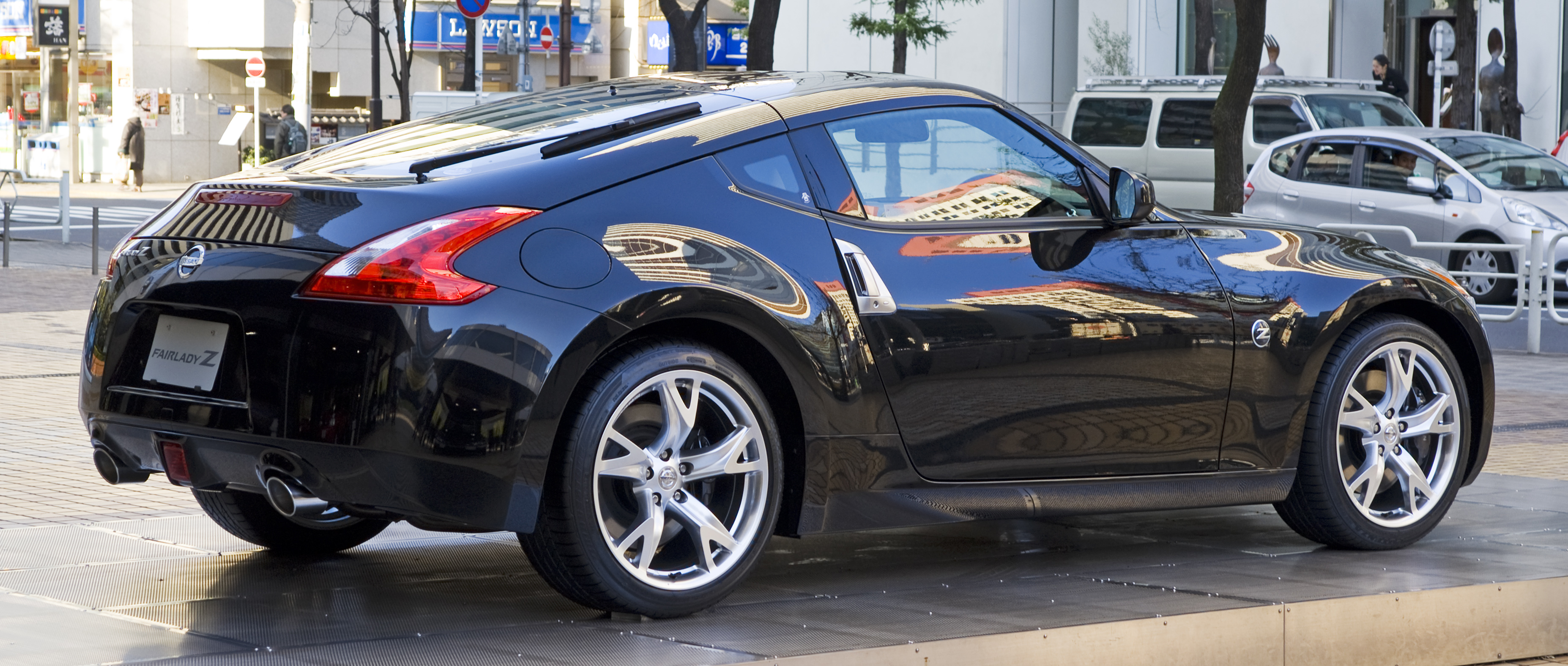
نیسان ۳۷۰زد مدل ۲۰۰۹

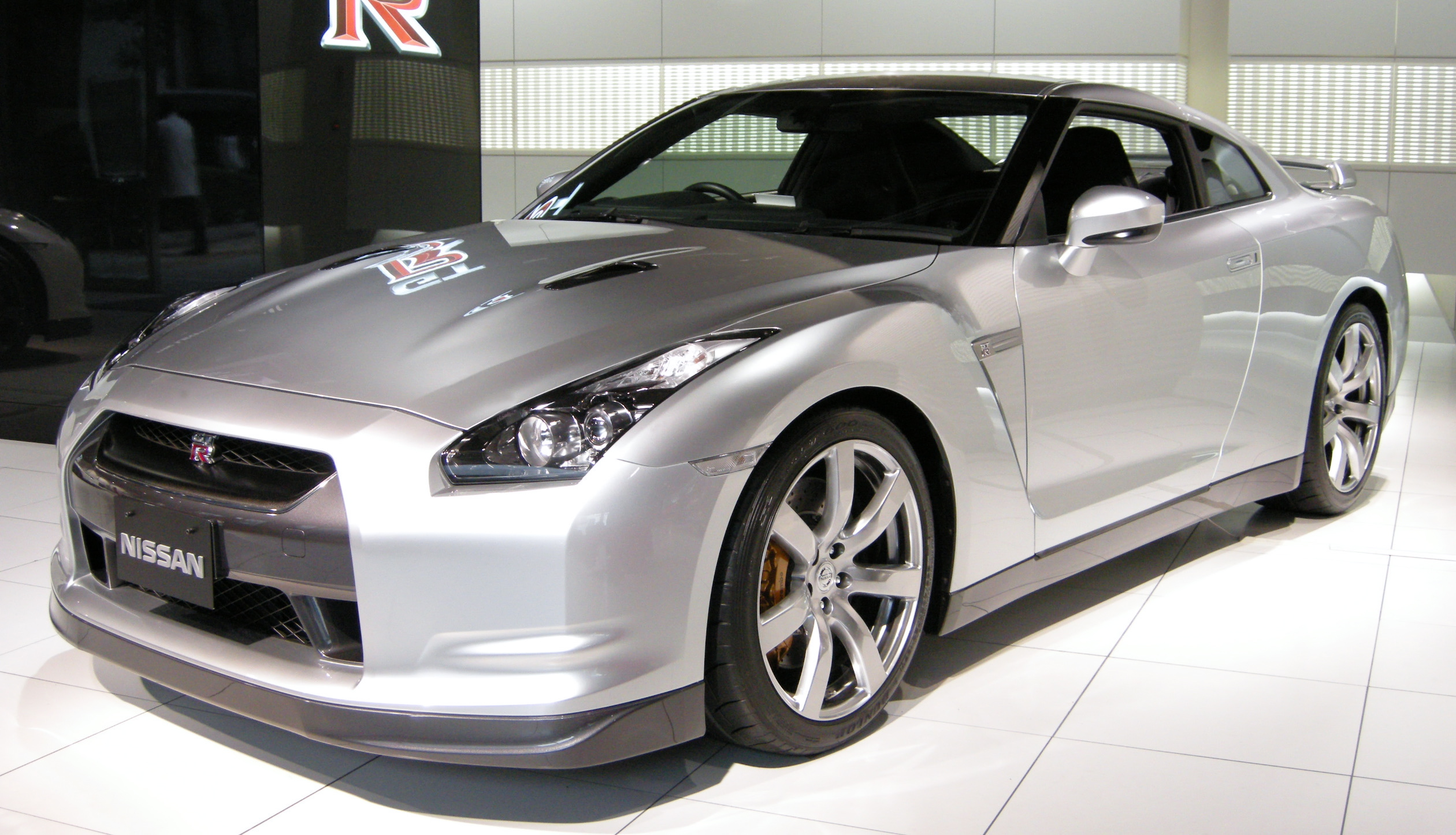
نیسان جی تی-آر

در اوایل دهه ۱۹۹۰ نیسان خودروی میکرا را تولید کرد، که طراحی زیبایی داشت و سه سال بعد به عنوان خودروی سال اروپا انتخاب شد. در خلال دهه ۱۹۹۰ هر ساله نیسان ضرر می‌داد. فورد و کرایسلر از دادن سفارش خودداری کردند، ولی رنو موافقت کرد، که در برابر پذیرش ۴/۵ میلیارد بدهی، ۸/۳۶ درصد دارایی‌های خالص شرکت را دریافت کند.
کارخانجات نیسان ظرفیت تولید بیش از یک میلیون خودرو را داشت، که قادر به فروش آن‌ها بود. هزینه‌های خرید ۱۰ تا ۲۰ درصد بیش از رنو بود و با ۱۱ میلیارد بدهی، کمبود نقدینگی شدیدی وجود داشت. نیسان مبتلا به فقدان شفافیت در توجیه سود، تمرکز ناکافی روی مشتری‌ها، تمرکز زیاد برای بیرون کردن رقبا، فقدان فرهنگ کار همراه عملکرد، مرزها یا خطوط سلسله مراتب (به‌دلیل وجود بوروکراسی موجود) و عدم وجود دید همکاری بین افراد بود. در چنان وضعیت نابسامانی، نیسان برای نجات خود به‌دنبال یک ناجی می‌گشت.
کارلوس غصن در ژوئیه ۱۹۹۹ به‌عنوان مدیر عملیات نیسان، فعالیتش را در این شرکت آغاز نمود. در ابتدای سال ۲۰۰۰ به ریاست هیئت مدیره شرکت و در ژوئیه ۲۰۰۱ به مدیرعاملی نیسان منصوب گردید. هنگامی‌که غصن سکان هدایت این شرکت ژاپنی را در دست گرفت، نیسان بالغ بر ۲۰ میلیارد دلار بدهی داشت و از ۴۸ مدل خودرویی که تولید می‌کرد، تنها ۳ مدل سود دهی داشت.
نیسان را تحویل گرفت، چندین گروه درست کرد، که برای کمک به او در تهیه طرح احیاء در مورد عملکرد حیاتی مانند ساخت، خرید و مهندسی کندوکاو کنند. او جهت افزایش همکاری، کارمندان نمونه را در راس گروه‌ها قرار داد و هر یک از تیم‌ها را نیز به یک مدیر کلیدی سپرد، که از رنو با او به ژاپن آمده بودند. طرح غصن در نیسان برای صنعت خودروسازی ژاپن، مثل یک زلزله بود، که آن را دگرگون ساخت.
غصن مخارج اضافی را نصف کرد و تعداد فروشندگان را به ۲۰٪ درصد افزایش داد، ولی زمینه‌های کاری را به احیای نیسان موکول کرد. او دست طراحان خودروهای نیسان را در طراحی بدون دغدغه و نگرانی دربارهٔ قابلیت ساخت، آزاد گذاشت. وی، «شیرو ناکامورا» را از ایسوزو، برای شخصیت بخشیدن و هویت‌دادن به کامیون‌های نیسان، استخدام کرد.
کارلوس غصن همین‌طور از یک پروژه مشترک با رنو برای تولید اتومبیل‌های کوچک خبر داد و گفت که این ماشین جایگزین خط تولید نیسان‌های اروپایی خواهد شد. با افزایش سرعت تولیدات، فروش نیسان به ۲۷ سال پیش برگشت. فروش ۱۷٪ درصدی در سال ۲۰۰۰ نیسان را قادر ساخت، تا جلوتر از هوندا بایستد، که فروش ۱۳٫۸٪ درصد داشت، ولی در مقایسه با تویوتا ۴۲٫۲٪ درصدی خیلی عقب بود.
نیسان با هشت مدل جدید به‌سوی نمایشگاه ۲۰۰۳ پیش رفت. «تاکیرو فوجی موتو» از دانشگاه توکیو و معاون سردبیر روزنامه خودروسازهای متحد می‌گوید: «داشتن استراتژیست درجه یک به‌عنوان مدیرارشد، موثرترین راه برای انتقال توانایی‌ها است.»
عملکرد غصن در نیسان چنان چشمگیر بود، که در سال نخست سود خالصی معادل ۲٫۷ میلیارد دلار را عاید کمپانی کرد و تا سال ۲۰۰۵ کلیه بدهی‌های نیسان را پرداخت نمود. انتقال کارلوس غصن از رنو به نیسان، در عمل کلیدی برای موفقیت این اتحاد بود. در ماه مه سال ۲۰۰۵ پس از انتصاب او به‌عنوان رئیس هیئت مدیره رنو، غصن درصدد بود، که یک مدیر اجرایی ژاپنی برای جایگزین کردن خود در نیسان بیابد، ولی همچنان در این شرکت ماندگار شد. غصن در ماه مه ۲۰۰۹ جانشین «شواتیزر» مدیرعامل اسبق رنو گردید.

#### دهه ۲۰۱۰
هم‌اکنون نیسان دومین تولیدکننده اتومبیل، مجدداً تویوتا را در بازار جهانی و نیز اروپا و آمریکای شمالی به چالش می‌طلبد و هوندا را به‌طور چشمگیری پشت سر گذاشته است. کوریر ماتسومورا، معاون اجرایی و عضو هیئت مدیره نیسان می‌گوید: بزرگ‌ترین موفقیت غصن آن است که می‌تواند در عقاید مردم تغییرات ساختاری ایجاد کند.
نیسان در سال ۲۰۱۲ میلادی درآمدی بالغ بر ۹۵ میلیارد دلار داشت و با بیش از ۱۵۵ هزار کارمند در سراسر جهان از بزرگ‌ترین خودروسازان به‌شمار می‌رود.

### میزان فروش

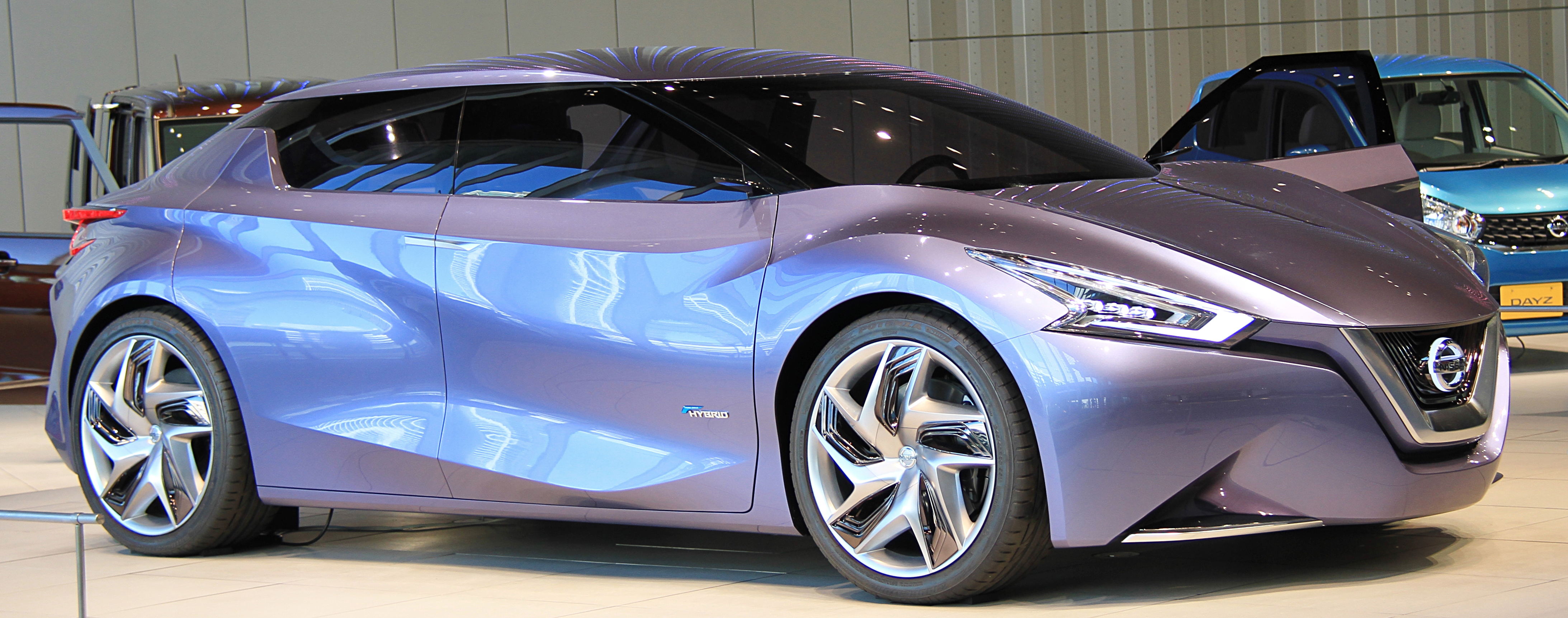
نیسان فرند

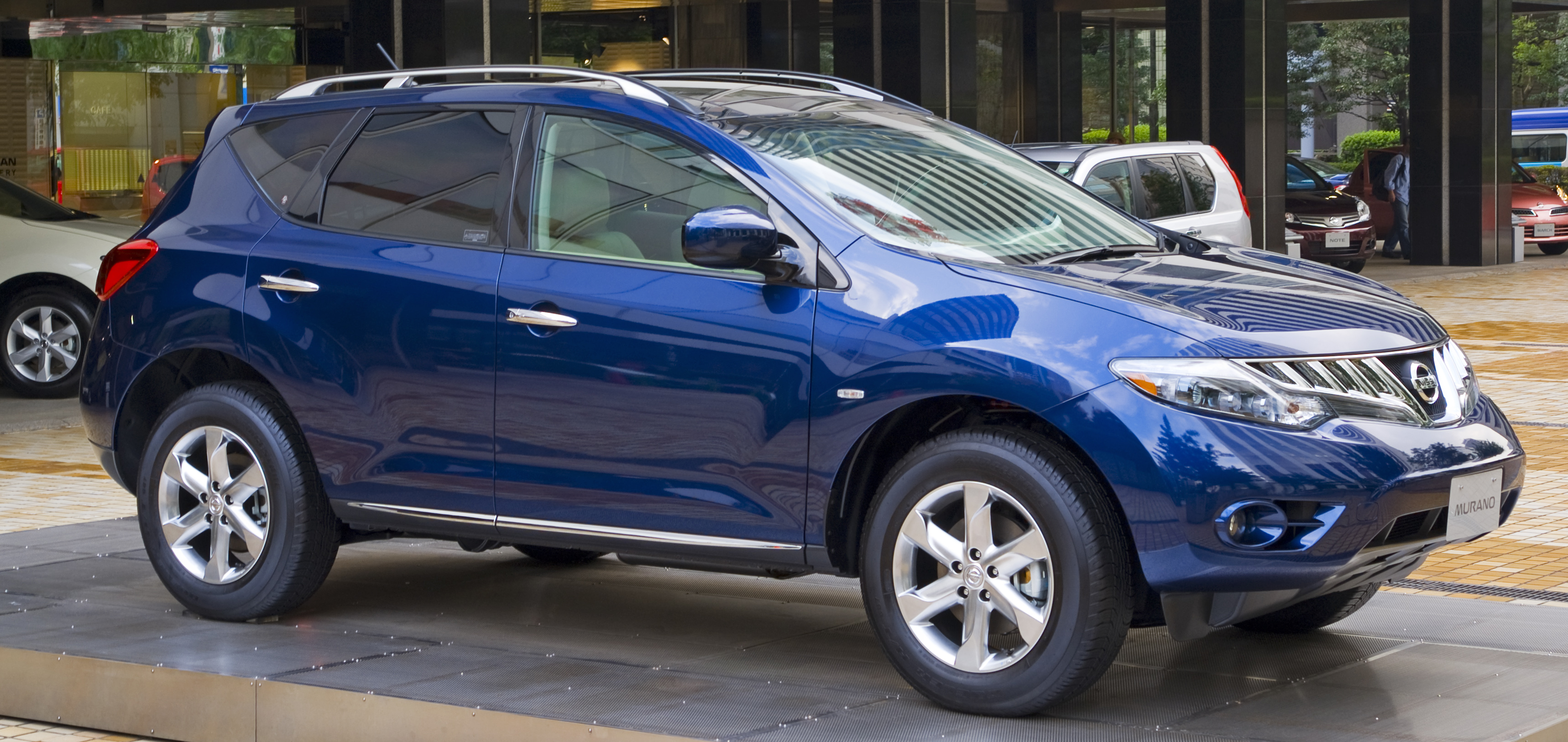
نیسان مورانو مدل ۲۰۰۸

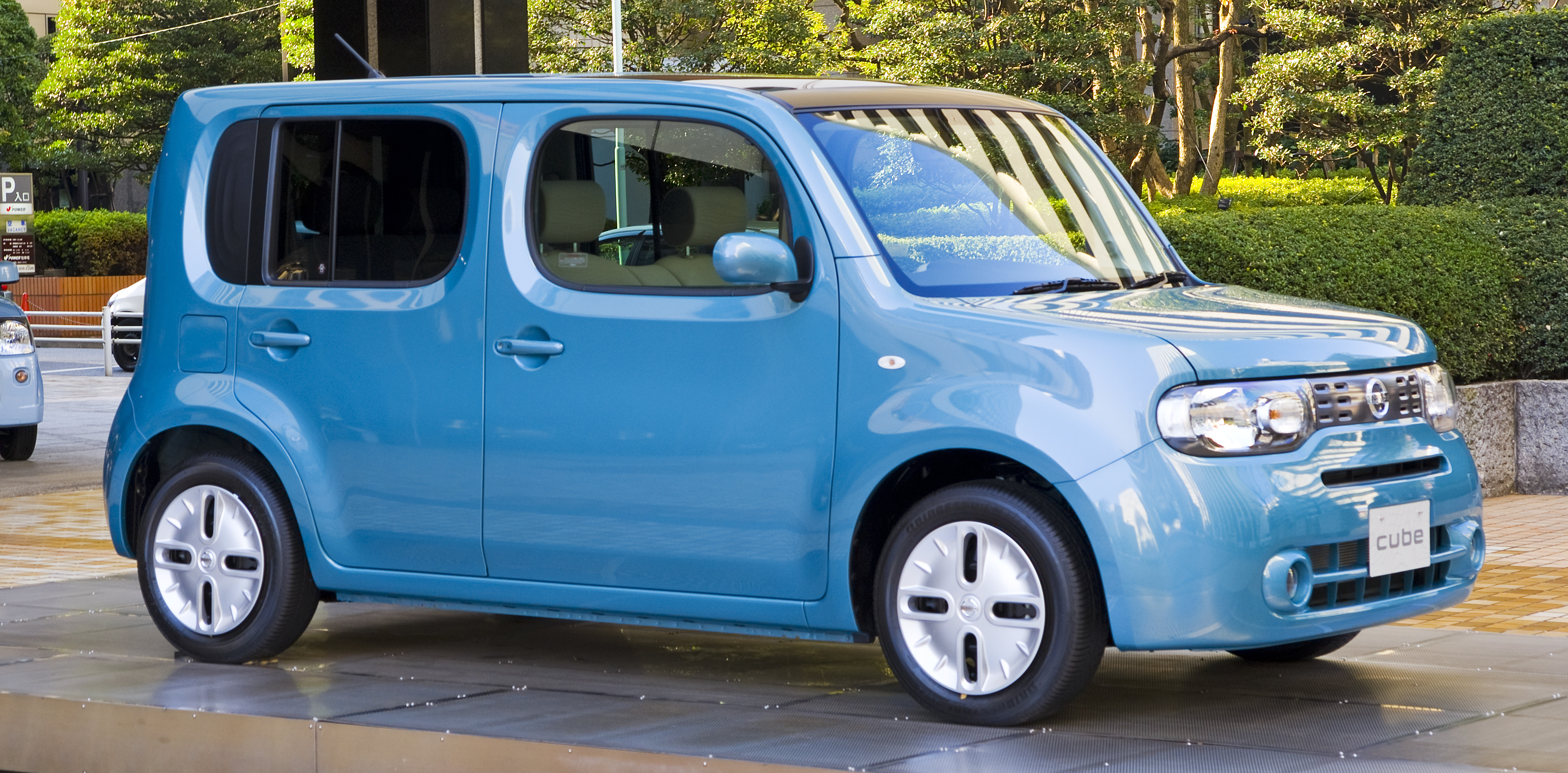
نیسان کیوب مدل ۲۰۰۹

در فهرست زیر، میزان فروش شرکت نیسان، در فاصله سال‌های مالی ۱۹۹۸ تا ۲۰۱۲ ذکر شده‌است.
| سال مالی | تعداد فروش |
| -------- | ---------- |
| ۱۹۹۸     | ۲٬۵۵۵٬۹۶۲  |
| ۱۹۹۹     | ۲٬۶۲۹٬۰۴۴  |
| ۲۰۰۰     | ۲٬۶۳۲٬۸۷۶  |
| ۲۰۰۱     | ۲٬۵۸۰٬۷۵۷  |
| ۲۰۰۲     | ۲٬۷۳۵٬۹۳۲  |
| ۲۰۰۳     | ۲٬۹۶۸٬۳۵۷  |
| ۲۰۰۴     | ۳٬۲۹۵٬۸۳۰  |
| ۲۰۰۵     | ۳٬۵۹۷٬۸۵۱  |
| ۲۰۰۶     | ۳٬۴۷۷٬۸۳۷  |
| ۲۰۰۷     | ۳٬۶۷۵٬۵۷۴  |
| ۲۰۰۸     | ۳٬۷۰۸٬۰۷۴  |
| ۲۰۰۹     | ۳٬۳۵۸٬۴۱۳  |
| ۲۰۱۰     | ۴٬۰۸۰٬۵۸۸  |
| ۲۰۱۱     | ۴٬۶۶۹٬۹۸۱  |
| ۲۰۱۲     | ۴٬۹۴۰٬۱۳۳  |

### مدل‌های تولید شده

#### خودرو شهری
| ساخت      | مدل         | یادداشت               | تصویر |
| --------- | ----------- | --------------------- | ----- |
| ۱۹۹۹–۲۰۰۱ | هیپرمینی    |                       |       |
| سال ۲۰۰۲  | نیسان موکو  | نیسان ب-۱             |       |
| سال ۲۰۰۵  | نیسان ای‌کا  | از طرح میتسوبیشی ای‌کا |       |
| سال ۲۰۰۷  | نیسان پینو  | نیسان ب-۱             |       |
| سال ۲۰۰۹  | نیسان پیکسو | از طرح سوزوکی آلتو    |       |

#### سوپرمینی
| ساخت      | مدل           | یادداشت                          | تصویر |
| --------- | ------------- | -------------------------------- | ----- |
| ۱۹۸۷–۱۹۸۹ | نیسان ب-۱     | نیسان مارس                       |       |
| ۱۹۹۱      | نیسان فیگارو  | بر پایه نیسان مارس               |       |
| ۱۹۸۹–۱۹۹۳ | نیسان پائو    | بر پایه نیسان ب-۱ و نیسان مارس   |       |
| سال ۱۹۸۴  | نیسان مارس    |                                  |       |
| سال ۲۰۰۲  | نیسان پلاتینا | تا سال ۲۰۰۸ در مکزیک تولید می‌شد. |       |

#### خودروی کامپکت
| ساخت      | مدل                   | یادداشت                                                     | تصویر |
| --------- | --------------------- | ----------------------------------------------------------- | ----- |
| ۱۹۸۲–۱۹۸۶ | نیسان چری             | خرید طرح از آلفا رومئو بر پایه آلفارومئو آرنا               |       |
| ۱۹۹۴–۱۹۹۹ | نیسان لوچینو          | تولید در اروپا                                              |       |
| ۱۹۸۱–۲۰۰۴ | نیسان سانی            | بر پایه داتسون سانی مدل ۱۹۶۶                                |       |
| ۱۹۷۸–۲۰۰۶ | نیسان پولسار          | بر پایه نیسان سانی و نیسان آلمرا                            |       |
| ۱۹۹۵–۲۰۰۶ | نیسان آلمرا           | بر پایه مدل‌های نیسان سانی، نیسان آلمرا تینو و نیسان پولسار. |       |
| سال ۲۰۰۰  | نیسان شیلفی پرنده آبی | بر پایه نیسان پولسار                                        |       |
| سال ۲۰۰۴  | نیسان تیدا            | نیسان آلمرا                                                 |       |
| سال ۲۰۰۷  | نیسان ۹۰              | بر پایه تندر ۹۰                                             |       |
| سال ۲۰۱۰  | نیسان لیف             |                                                             |       |

#### خودرو خانواده
| ساخت      | مدل             | یادداشت                             | تصویر |
| --------- | --------------- | ----------------------------------- | ----- |
| ۱۹۵۳–۱۹۵۴ | نیسان ای۴۰      | طراحی سی‌کی‌دی                        |       |
| ۱۹۷۳–۱۹۸۵ | نیسان استانزا   | بر پایه داتسون وایولت               |       |
| ۱۹۸۱–۱۹۹۲ | نیسان استانزا   |                                     |       |
| ۱۹۹۰–۲۰۰۰ | نیسان پرسا      | تولید در آسیا و اقیانوسیه           |       |
| ۱۹۸۳–۲۰۰۱ | نیسان بلوبرد    |                                     |       |
| ۱۹۹۷–۲۰۰۱ | نیسان آر'نسا    |                                     |       |
| ۱۹۹۰–۲۰۰۵ | نیسان اونیر     | بر پایه نیسان بلوبرد و نیسان پریمرا |       |
| ۱۹۹۰–۲۰۰۷ | نیسان پریمرا    |                                     |       |
| ۱۹۹۶–۲۰۰۷ | نیسان استاجیا   | بر پایه نیسان اسکای‌لاین             |       |
| سال ۱۹۵۷  | نیسان اسکای‌لاین |                                     |       |
| سال ۱۹۹۲  | نیسان آلتیما    | بر پایه نیسان استانزا               |       |
| سال ۱۹۹۴  | نیسان کریو      |                                     |       |
| سال ۱۹۹۶  | نیسان وینگرود   |                                     |       |

#### خودروی شرکتی
| ساخت      | مدل           | یادداشت                                               | تصویر |
| --------- | ------------- | ----------------------------------------------------- | ----- |
| ۱۹۵۵–۱۹۵۹ | نیسان ای۵۰    |                                                       |       |
| ۱۹۵۹–۲۰۰۴ | نیسان گلوریا  |                                                       |       |
| ۱۹۶۰–۲۰۰۴ | نیسان سدریک   |                                                       |       |
| ۱۹۶۸–۲۰۰۳ | نیسان لورل    |                                                       |       |
| ۱۹۸۰–۱۹۹۹ | نیسان لئوپارد | بر پایه اینفینیتی جی۳۰ (۱۹۹۲–۱۹۹۷) تولید ایالات متحده |       |
| ۱۹۸۶–۱۹۹۳ | نیسان پینتارا | بر پایه فورد کورس‌ایر                                  |       |
| ۱۹۸۸–۲۰۰۳ | نیسان آی      | بر پایه اینفینیتی آی                                  |       |
| سال ۱۹۸۵  | نیسان ماکسیما |                                                       |       |
| سال ۲۰۰۳  | نیسان تینا    |                                                       |       |
| سال ۲۰۰۴  | نیسان فوگا    | بر پایه اینفینیتی ام                                  |       |

#### خودروی لوکس
| ساخت      | مدل           | یادداشت                  | تصویر |
| --------- | ------------- | ------------------------ | ----- |
| ۱۹۶۵–۲۰۱۰ | نیسان پرزیدنت |                          |       |
| ۱۹۸۸–۲۰۱۰ | نیسان سیما    | بر پایه اینفینیتی کیو۴۵. |       |

#### ون کوچک
| ساخت     | مدل        | یادداشت | تصویر |
| -------- | ---------- | ------- | ----- |
| سال ۲۰۰۹ | نیسان روکس |         |       |

#### مینی ام‌پی‌وی
| ساخت      | مدل            | یادداشت                  | تصویر |
| --------- | -------------- | ------------------------ | ----- |
| ۱۹۸۹–۱۹۹۲ | نیسان اس-کارگو | بر پایه نیسان مارس       |       |
| سال ۱۹۹۸  | نیسان کیوب     |                          |       |
| سال ۲۰۰۵  | نیسان نوت      | بر پایه نیسان آلمرا تینو |       |

#### کامپکت ام‌پی‌وی
| ساخت      | مدل              | یادداشت                       | تصویر |
| --------- | ---------------- | ----------------------------- | ----- |
| ۱۹۸۱–۱۹۹۸ | نیسان پریری      |                               |       |
| ۱۹۹۸–۲۰۰۴ | نیسان پریری      | تولید در ژاپن و ایالات متحده. |       |
| ۲۰۰۰–۲۰۰۶ | نیسان آلمرا تینو |                               |       |

#### مینی‌ون
| ساخت      | مدل                | یادداشت                       | تصویر |
| --------- | ------------------ | ----------------------------- | ----- |
| ۱۹۹۹–۲۰۰۳ | نیسان بصارا        | بر پایه نیسان پرسیج           |       |
| ۱۹۹۸–۲۰۰۹ | نیسان پرسیج        |                               |       |
| سال ۱۹۷۸  | نیسان وانته        |                               |       |
| سال ۱۹۹۱  | نیسان سرنا         |                               |       |
| سال ۱۹۹۲  | نیسان کوئست        | بر پایه مرکوری ویلیجر         |       |
| سال ۱۹۹۷  | نیسان الگراند      |                               |       |
| سال ۲۰۰۴  | نیسان لافستا       |                               |       |
| سال ۲۰۰۶  | نیسان لیوینیا جنیس | طراحی توسط شرکت دانگفنگ موتور |       |

#### ون (خودرو)/مینی‌بوس
| ساخت     | مدل                     | یادداشت             | تصویر |
| -------- | ----------------------- | ------------------- | ----- |
| سال ۱۹۷۳ | نیسان کاروان            |                     |       |
| سال ۱۹۷۸ | نیسان وانته لارگو/کارگو | بر پایه مزدا بونگو  |       |
| سال ۲۰۰۲ | نیسان پاریماستار        | بر پایه اوپل ویوارو |       |
| سال ۲۰۰۲ | نیسان اینتراستار        |                     |       |
| سال ۲۰۰۹ | نیسان ان‌وی۲۰۰           |                     |       |
| سال ۲۰۱۰ | نیسان ان‌وی۴۰۰           |                     |       |

#### اس‌یووی
| ساخت      | مدل             | یادداشت                                 | تصویر |
| --------- | --------------- | --------------------------------------- | ----- |
| ۱۹۹۵–۱۹۹۷ | نیسان وینر      |                                         |       |
| ۱۹۹۴–۲۰۰۰ | نیسان راشین     |                                         |       |
| سال ۲۰۰۰  | نیسان اکسترا    |                                         |       |
| سال ۲۰۰۱  | نیسان ایکس-تریل |                                         |       |
| سال ۲۰۰۳  | نیسان مورانو    |                                         |       |
| سال ۲۰۰۴  | نیسان آرمادا    | بر پایه نیسان تیتان و اینفینیتی کیوایکس |       |
| سال ۲۰۰۷  | نیسان روج       |                                         |       |
| سال ۲۰۰۷  | نیسان قشقایی    |                                         |       |
| سال ۲۰۱۰  | نیسان جوک       |                                         |       |

#### خودروی بیابانگرد
| ساخت      | مدل                 | یادداشت | تصویر |
| --------- | ------------------- | ------- | ----- |
| ۱۹۸۶–۱۹۹۷ | نیسان هاردبادی تراک |         |       |
| ۱۹۸۷–۲۰۰۴ | نیسان ترانو         |         |       |
| سال ۱۹۵۱  | نیسان پاترول        |         |       |
| سال ۱۹۸۶  | نیسان ناوارا        |         |       |
| سال ۱۹۸۸  | نیسان پیک‌آپ         |         |       |
| سال ۱۹۹۵  | نیسان پت‌فایندر      |         |       |
| سال ۲۰۰۴  | نیسان تیتان         |         |       |
| سال ۲۰۰۳  | نیسان ان۲۰۰         |         |       |

#### خودروی اسپورت
| ساخت      | مدل             | یادداشت | تصویر |
| --------- | --------------- | ------- | ----- |
| ۱۹۵۹–۱۹۷۰ | داتسون اسپورتس  |         |       |
| ۱۹۶۹–۱۹۷۸ | داتسون زد       |         |       |
| ۱۹۷۹–۱۹۸۳ | نیسان ۲۸۰زدایکس |         |       |
| ۱۹۸۳–۲۰۰۰ | نیسان ۳۰۰زدایکس |         |       |
| ۲۰۰۲–۲۰۰۹ | نیسان ۳۵۰زد     |         |       |
| سال ۲۰۰۸  | نیسان جی تی-آر  |         |       |
| سال ۲۰۰۸  | نیسان ۳۷۰زد     |         |       |

### نیسان در ایران
خودروهای نیسان، از اواسط دهه ۱۹۸۰ وارد بازار خودروی ایران گردید. نخستین شرکتی که اقدام به مونتاژ و عرضه تولیدات نیسان نمود، شرکت پارس خودرو بود، که از سال ۱۹۸۶ مونتاژ اتومبیل‌های مدل نیسان پاترول را آغاز نمود.
مدل‌هایی از شرکت نیسان که هم‌اکنون در بازار خودروی ایران موجود می‌باشند، عبارتند از:
- نیسان پاترول
- نیسان رونیز
- نیسان پیکاپ
- نیسان ماکسیما
- نیسان مورانو
- نیسان قشقایی
- نیسان تیانا

## هیتاچی
هیتاچی، (به ژاپنی: 株式会社日立製作所) شرکت خوشه‌ای ژاپنی و چندملیتی خدمات مهندسی و صنایع الکترونیکی است، که به‌طور عمده در زمینه‌های تولید لوازم الکترونیکی، رایانه‌ای و ماشین‌آلات صنعتی فعالیت می‌نماید.
دفتر مرکزی این شرکت در چیودا، توکیو قرار دارد. شرکت خوشه‌ای هیتاچی در ۱۱ حوزه دارای فعالیت است، که عبارتند از: سیستم‌های مخابراتی و سامانه‌های اطلاعاتی، سخت‌افزارهای رایانه‌ای، تجهیزات الکتریکی، سیستم‌ها و تجهیزات نیروگاهی، زیرساخت‌های شهری و صنعتی، صنعت خودروسازی، لوازم و قطعات الکترونیکی، ماشین‌آلات ساخت‌وساز، سازه‌های فلزی، فناوری هوافضا و ارائه خدمات مالی.
بخشی از سهام این شرکت در بازار بورس توکیو مبادله می‌شود، همچنین جزئی از شاخص نیکی ۲۲۵ و تاپیکس ۱۰۰ به‌شمار می‌آید. شرکت هیتاچی در سال ۲۰۱۲ در فهرست فورچون جهانی ۵۰۰ در رتبه ۳۸ از بزرگترین شرکت‌های جهان، قرار گرفت. همچنین در فهرست فوربز جهانی ۲۰۰۰ نیز جایگاه ۱۲۹ از بزرگترین شرکت‌های عمومی را، به خود اختصاص داد.

### تاریخچه

#### دهه ۱۹۱۰ و ۱۹۲۰
ریشه‌های تأسیس هیتاچی به سال ۱۹۱۰ زمانی که مهندس برق، نامیهی اودیرا به اولین شغل مهندسی خود در معدن کوهارا مشغول شد، بازمی‌گردد.
اودیرا از توانایی‌های مهندسی جدید خود استفاده نمود و موتورهای الکتریکی با قدرت پنج اسب بخار ساخت، که از نظر کیفیت و طول عمر، با نمونه‌های وارداتی در ژاپن، رقابت می‌نمود.
البته برای چند سال، تنها خریدار این موتورها، صاحب کار اودیرا بود. زمانی که این موتور در معدن به خوبی از عهده کارها برآمد، اودیرا اقدام به فروش آن‌ها نمود، ولی تا زمان جنگ جهانی اول نتوانست مشتری‌های مناسبی را بیابد.
یکی از شرکت‌های بزرگ ژاپنی، تقاضای ساخت سه توربین را به شرکت زیمنس آلمان داده بود، که به دلیل محدودیت‌های دوران جنگ، امکان تحویل آن‌ها میسر نشد، پس این شرکت راه بهتری به جز مراجعه به هیتاچی نداشت!
اودیرا تمام تلاش خود را به کار برد و ژنراتورهای ۱۰٫۰۰۰ اسب بخاری را در ۵ ماه آماده تحویل نمود. آن شرکت تحت تأثیر قرار گرفت و تجهیزات دیگری را به اودیرا سفارش داد، که لازمه این مبادله، تأسیس یک شرکت توسط اودیرا بود.
اودیرا شرکت را با نام هیتاچی، که یادآور مکانی بود، که اولین فروش خود را انجام داده بود؛ یعنی شهر هیتاچی، استان ایباراکی به ثبت رساند.
در دهه ۱۹۲۰ هیتاچی تولیدات خود را برای پاسخ به نیازهای اقتصاد رو به رشد ژاپن گسترش داد. از راه تصاحب دیگر شرکت‌ها، هیتاچی به بزرگترین تولیدکننده پمپ، دمنده‌ها و تجهیزات مکانیکی دیگر تبدیل شد.
شرکت همچنین وارد تولید محصولات فلزی نظیر سیم‌های مسی شد. این پیشرفت‌ها باعث شد که هیتاچی بدون نیاز به کمک خارجی توانایی تولید انواع محصولات را داشته باشد. در سال ۱۹۲۴ اولین لکوموتیو الکتریکی ژاپنی، توسط این شرکت ساخته شد.

#### دهه ۱۹۳۰ و ۱۹۴۰
سلطه ارتش بر ژاپن در دهه ۱۹۳۰ تغییراتی را در هیتاچی به‌وجود آورد. اگرچه او تمام سعی خود را کرد، که استقلال شرکت را حفظ نماید، با این وجود مجبور به تولید رادار و ردیاب برای زیردریایی‌ها شد، ولی او توانست هیتاچی را از تولید اسلحه مصون بدارد.
جنگ جهانی دوم و عواقب آن باعث ویران شدن این شرکت شد. بسیاری از کارخانه‌ها با هجوم بمب‌ها ویران شدند. پس از سه سال مذاکره، هیتاچی اجازه یافت به تولید ۱۹ نوع از کالاهایش بپردازد. تنها جنگ کره باعث شد، که هیتاچی از نابودی کامل نجات پیدا کند.

#### دهه ۱۹۵۰ و ۱۹۶۰
در دهه ۱۹۵۰ چیکارا کوراتا که مدیرعامل هیتاچی شده بود، به فعالیت برای توسعه بازار پرداخت و شروع به تبادل تکنولوژی با شرکت‌های جنرال الکتریک و آرسی‌ای نمود. همچنین تعدادی قرارداد توافق برای رقابت در بازار بین‌المللی به امضا رساند. در دهه ۱۹۶۰ شرکت شروع به بازاریابی برای برند خود در لوازم خانگی نمود.
البته بهترین فعالیت هیتاچی سرمایه‌گذاری در تحقیقات برای ساخت رایانه بود. در سال ۱۹۵۷ شرکت اولین کامپیوتر خود را تولید کرد و وارد بازارهای تک (تکنولوژی) شد.
در سال ۱۹۵۹ هیتاچی آمریکا راه‌اندازی گردید. در دهه ۱۹۶۰ اولین سیستم کامپیوتری آنلاین ژاپن توسط شرکت هیتاچی ساخته شد.

#### دهه ۱۹۷۰ و ۱۹۸۰
در سال ۱۹۷۴ هیتاچی محصولی به نام پردازنده هم‌ساز، برای اتصال تولید نمود، که ارزان‌تر از محصولات آمریکایی بود و از نظر کیفیت نیز قابل رقابت با آن‌ها بود.
کمپانی هیتاچی به دلیل انعطاف برای تغییر با شرایط اقتصادی معروف بوده‌است و مثالی از آن انعطاف داشتن در جریان بحران اوپک در سال ۱۹۷۴ بود، که باعث ویرانی صنایع در ژاپن گردید.
در دهه ۱۹۸۰ هیتاچی به سختی به کار مشغول بود، ولی به دلیل دزدیدن طرح‌های آمریکایی توسط برخی کارکنان شرکت، مجبور به مقابله با پلیس فدرال، اف‌بی‌آی شد. دو نفر از کارکنان آن، به زندان رفتند و شرکت مبلغ ۲۴٫۰۰۰ دلار جریمه شد. پس از این مسئله مشکل دیگری شروع به خودنمایی نمود و آن ضعف بخش بازاریابی هیتاچی بود.
تا آن زمان بسیاری از محصولات هیتاچی با نام رقبا به فروش می‌رفت، ولی اکنون از برند هیتاچی برای تمامی کالاها استفاده می‌شد. در ۱۹۸۲ شعبه اروپا این شرکت با نام هیتاچی اروپا تأسیس گردید.

#### دهه ۱۹۹۰ و ۲۰۰۰
در دهه ۱۹۹۰ هیتاچی با شرکت‌های زیادی از جمله هیولت پکارد قرارداد همکاری بست، ولی هنوز هیتاچی نمی‌توانست توازن را در رهبری تکنولوژی خود ایجاد نماید و این مسئله زمانی بیشتر نمایان شد، که فروش گروه در سال‌های ۱۹۹۴-۱۹۹۱ روی ۷ میلیارد یورو ثابت ماند و سود شرکت‌های تابعه و زیرمجموعه هیتاچی ۷۱٪ درصد افت پیدا کردند.
هیتاچی برای جبران این افت، به تصاحب شرکت‌های ژاپنی و آمریکایی تولیدکننده کامپیوتر پرداخت، که این اقدام نیز ۱۵ میلیارد دلار، هزینه در برداشت. سپس با اهرمی‌کردن دارایی‌های شرکت، مبلغ ۳ میلیارد دلار را برای تصاحب شرکت‌ها، در سال‌های ۲۰۰۲-۲۰۰۰ در نظر گرفت.

#### دهه ۲۰۱۰
در ماه مارس سال ۲۰۱۲ شرکت هیتاچی، اقدام به فروش بخش تولید دیسک سخت خود، با مبلغ ۴٫۳ میلیارد دلار، به شرکت وسترن دیجیتال نمود.
در روزهای پایانی ماه مارس ۲۰۱۲ هیتاچی بخش تولید هارد ۳٫۵ اینچ خود را نیز به شرکت توشیبا واگذار کرد.
در ماه اکتبر سال ۲۰۱۲ هیتاچی شرکت انرژی هسته‌ای هوریزون، مستقر در بریتانیا را، که حاصل سرمایه‌گذاری دو کمپانی ا.آن و ار وه ئه بود را، به مبلغ ۷۰۰ میلیون یورو خریداری کرد، سپس قراردادی برای ساخت ۶ نیروگاه هسته‌ای را با دولت بریتانیا به امضا رساند.

### محصولات

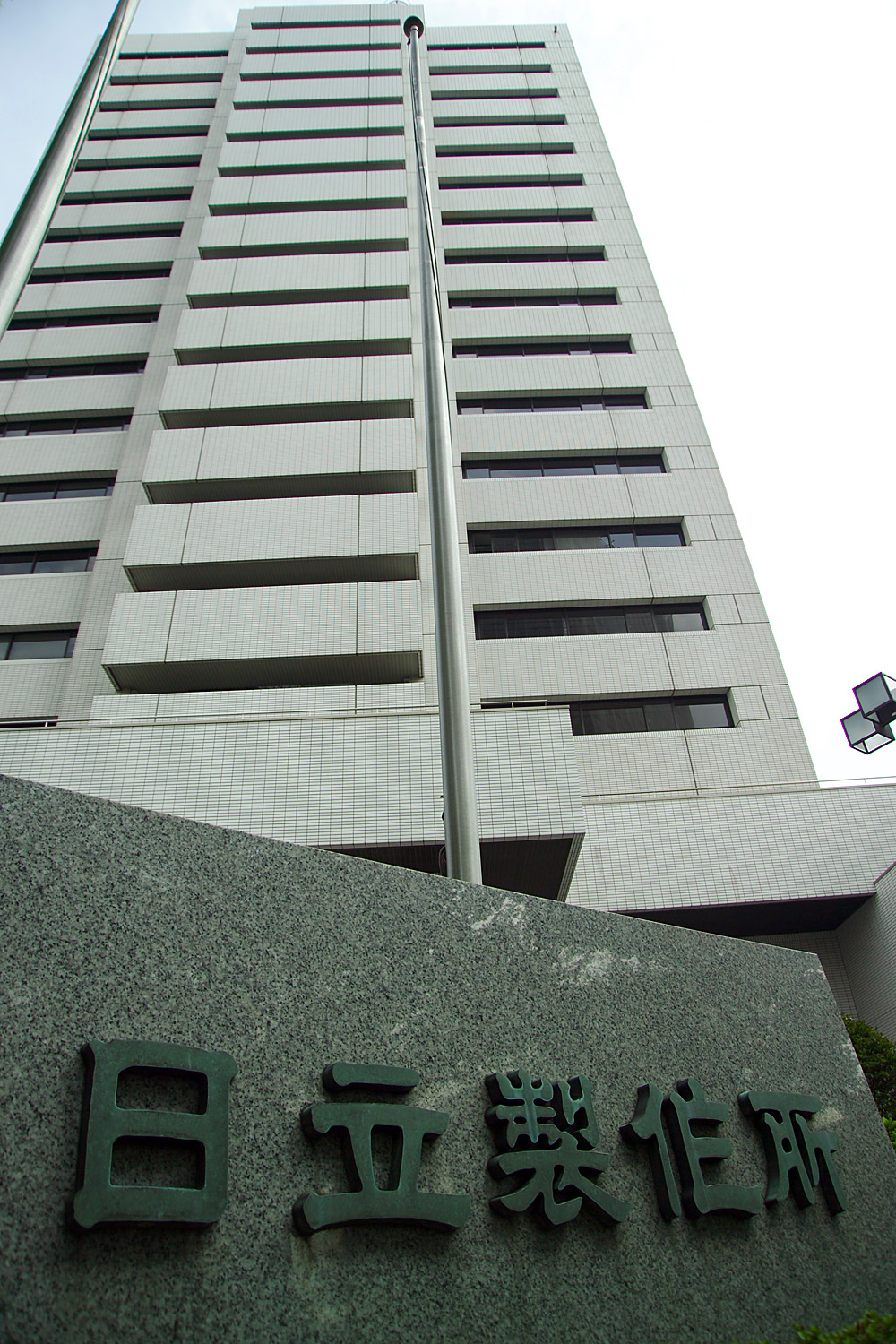
ساختمان جدید مرکزی هیتاچی در توکیو

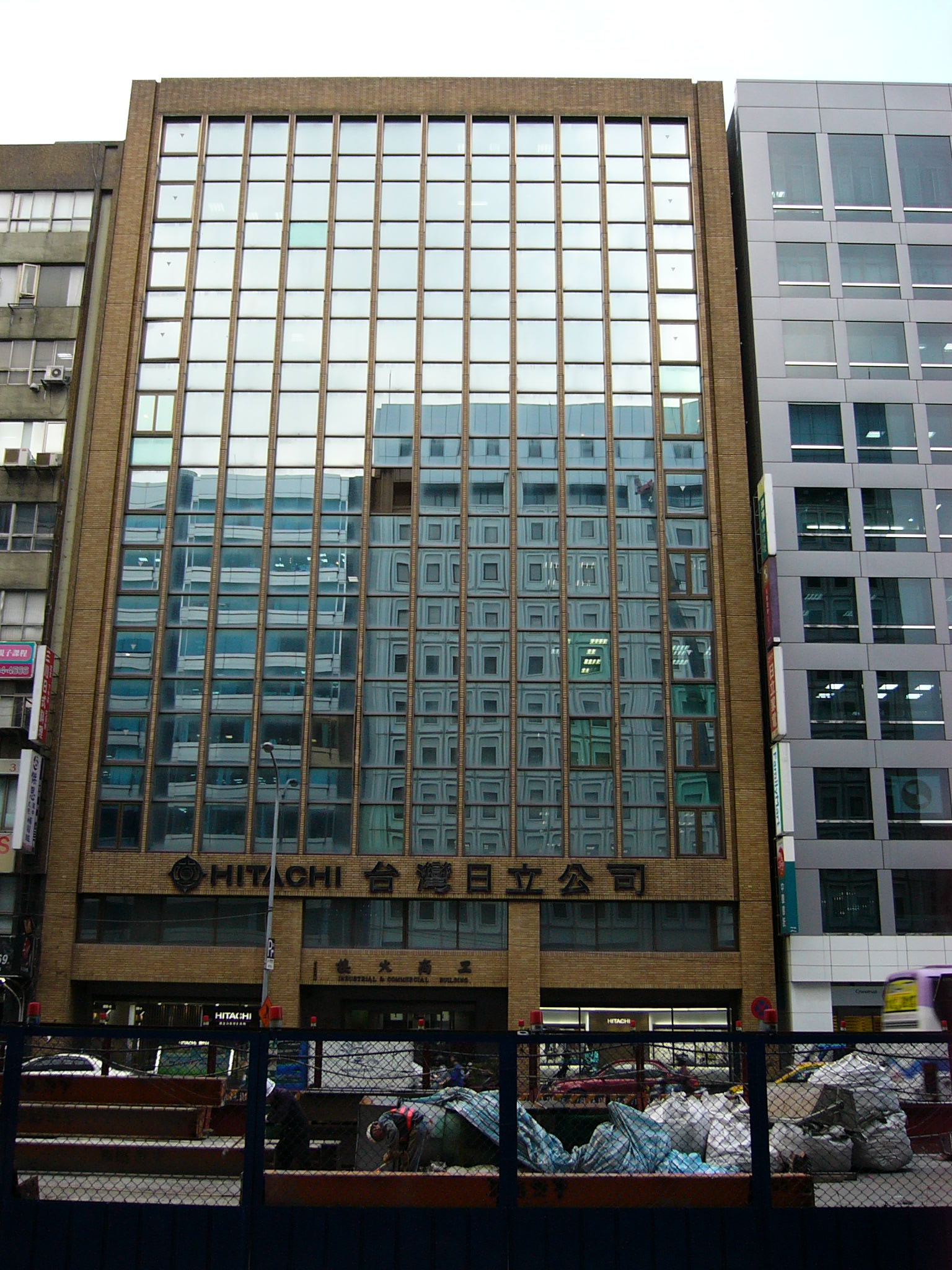
ساختمان اداری هیتاچی در تایوان

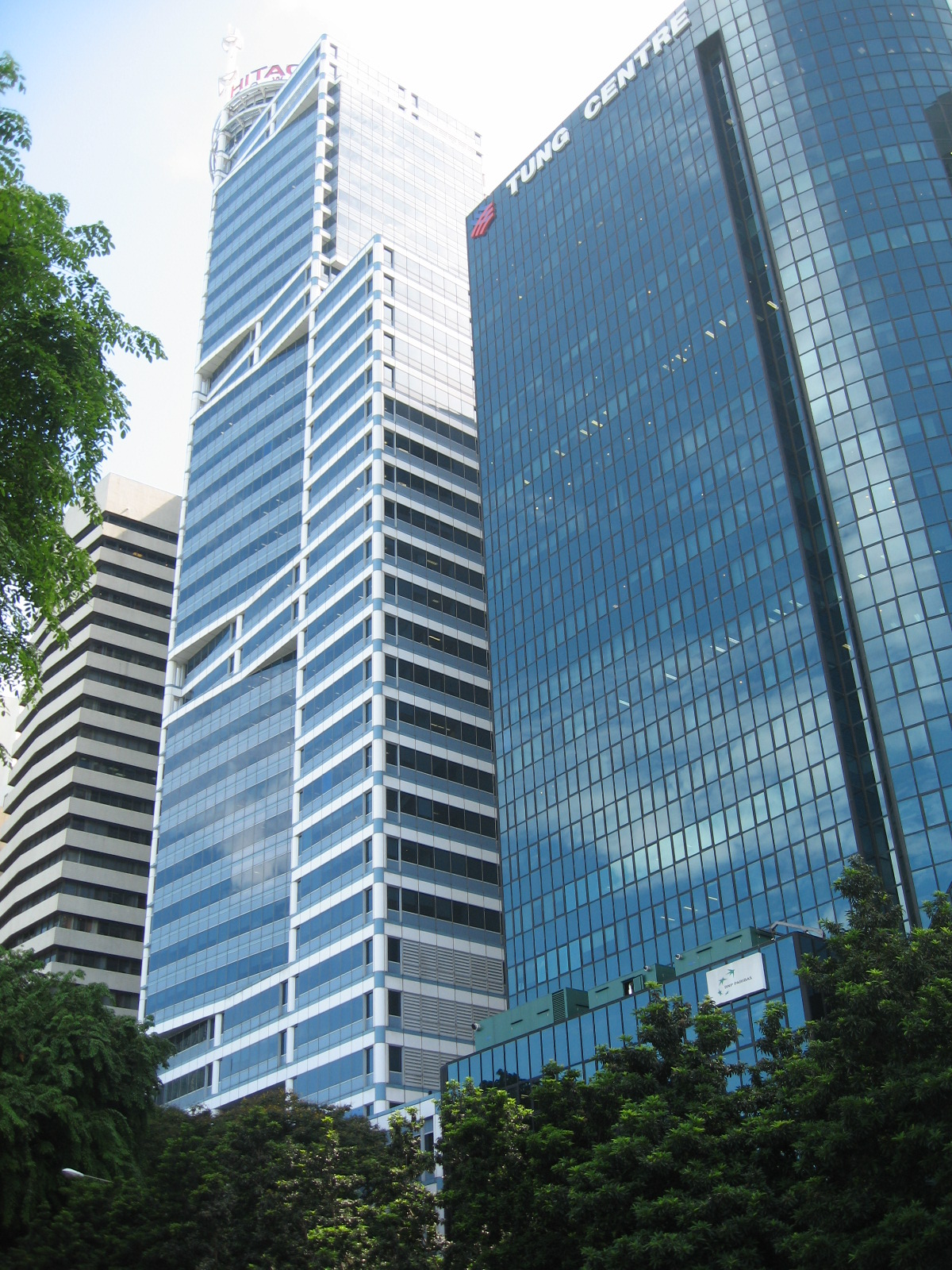
برج هیتاچی در توکیو

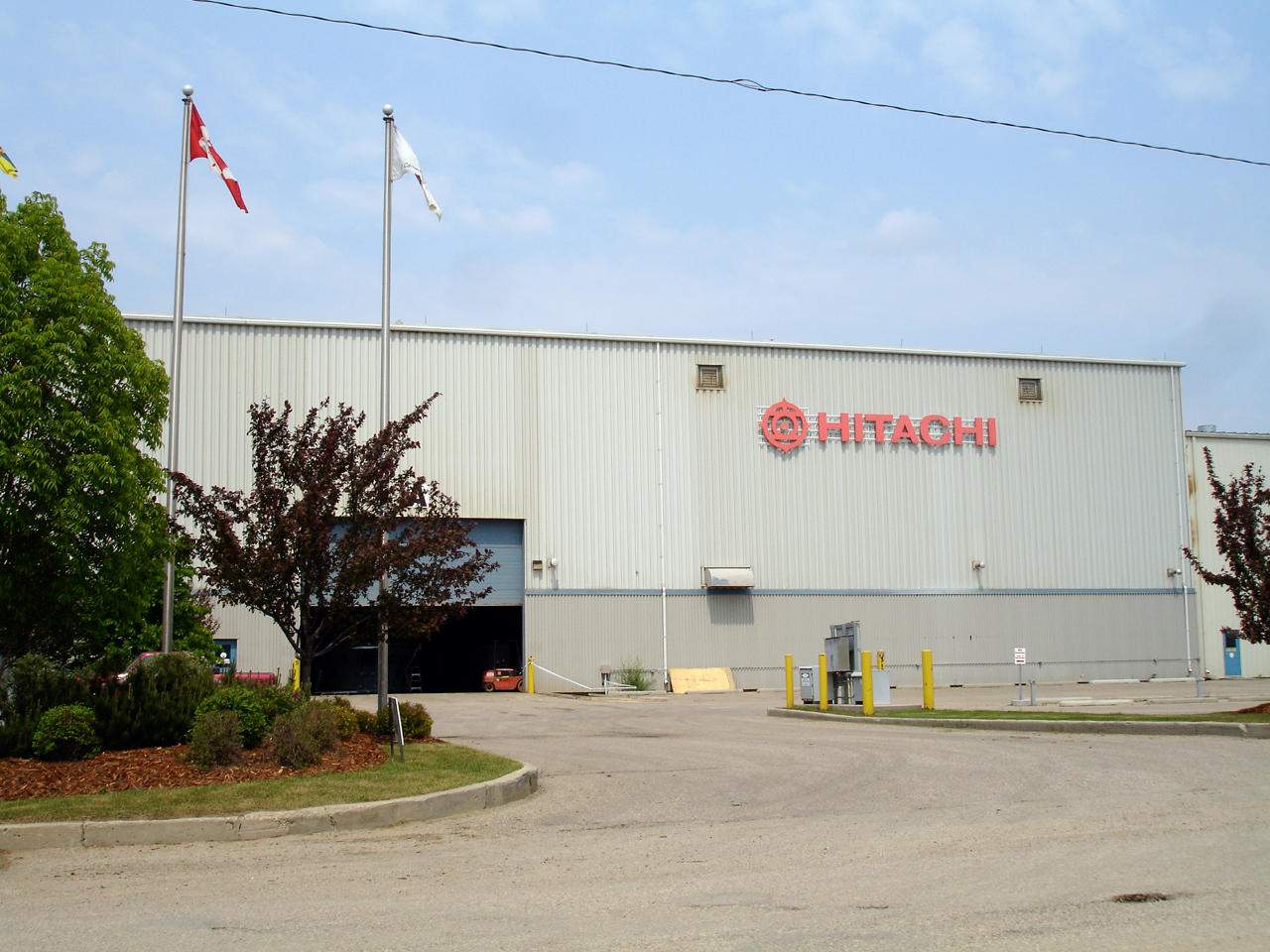
کارخانه تولیدی هیتاچی در کانادا

#### سیستم‌های اطلاعاتی و مخابراتی
بخش طراحی، مهندسی و ساخت سیستم‌های اطلاعاتی و مخابراتی شرکت هیتاچی، در حوزه‌های زیر فعالیت می‌نماید:
- خدمات برون‌سپاری
- نرم‌افزارهای کامپیوتری
- سرورهای رایانه‌ای
- رایانه‌های بزرگ و صنعتی
- تجهیزات مخابراتی
- خودپردازهای بانکی

#### سیستم‌های نیروگاهی
بخش سیستم‌های نیروگاهی هیتاچی در زمینه ساخت نیروگاه و انواع ژنراتورهای تولید انرژی الکتریکی فعال می‌باشد و در از بخش‌های زیر تشکیل شده‌است:
- نیروگاه‌های هسته‌ای
- نیروگاه‌های حرارتی
- نیروگاه‌های هیدروالکتریکی
- ژنراتورهای مبدل انرژی بادی

#### زیرساخت‌های شهری و صنعتی
- ماشین‌آلات صنعتی
- نرم‌افزارهای زیرساختی
- آسانسور و بالابرها
- پله‌های برقی
- سیستم‌های ریلی و لوکومونیوها

#### وسایل و ابزار فلزی
- کابل‌ها و سیم‌های برق
- محصولات مسی
- ابزارهای فولادی
- سازه‌های فولادی

#### تجهیزات الکتریکی
- مانیتورهای ال‌ئی‌دی و ال‌سی‌دی
- تجهیزات کارخانه‌های تولید نیم‌رساناها
- ابزارهای الکتریکی
- تجهیزات اندازه‌گیری
- تجهیزات مهندسی پزشکی

#### صنایع سنگین
- دامپ تراک‌های
- نرم‌افزارها
- لودرها
- جرثقیل‌های مکانیکی و هیدرولیکی

#### صنعت خودروسازی
- سیستم‌های مدیریت موتورهای دیزلی و مکانیکی
- سیستم‌های کنترل خودرو
- سیستم‌های الکتریکی ریلی
- سیستم‌های اطلاعاتی خودرو

#### محصولات رسانه‌ای
- دیسک‌های گردان نوری
- تلویزیون‌های ال‌سی‌دی و پلاسما
- تجهیزات تهویه هوا و کولرها
- ماشین‌های لباس‌شویی
- فریزرها و یخچال‌های خانگی و صنعتی

#### خدمات مالی
- خدمات لیزینگ
- گارانتی محصولات و خدمات پس از فروش

#### سایر محصولات
- خدمات پشتیبانی و لجستیک
- سیستم‌های کنترل کیفیت

### آمار
در پایان سال مالی ۲۰۱۰ شرکت ۳۵۹٫۷۴۶ نفر کارمند داشته و رقم‌های سود، درآمد و کل دارایی با کاهش مواجه بود. در پایان سال مالی ۲۰۱۲ اگرچه شرکت مجبور به کاهش شمار کارکنان تا ۳۲۳ هزار نفر گردید، ولی میزان درآمد و سود خالص آن، افزایش یافت و درآمد ۹۸٫۹۵ میلیارد دلار را تجربه کرد، که سودی معادل ۳٫۵۵ میلیارد دلار را عاید شرکت نمود.

### حوزه فعالیت
هیتاچی بزرگترین شرکت سازنده لوازم الکتریکی ژاپن و یکی از بزرگترین شرکت‌های خوشه‌ای در جهان است.
این شرکت بزرگترین شرکت عضو گروه تولیدی لوازم الکتریک در ژاپن است که این گروه در برگیرنده شرکت‌هایی نظیر فوجیتسو، توشیبا و ان‌ای‌سی است.
دامنه وسیع محصولات تولیدی شرکت شامل نیم‌رساناها، کامپیوتر شخصی، لوازم جانبی کامپیوتر، لوازم ویدئویی، پخش صدا و تجهیزات ارتباطات راه دور می‌باشد.
این شرکت در سیستم‌های تولید انرژی الکتریکی و صنعت شامل طرح‌های انرژی هسته‌ای و هیدروالکتریکی، کنترل تجهیزات، آسانسور و پله‌های برقی، لکوموتیوها، لوازم خودرو، ماشین‌های ساخت‌وساز، لوازم خانگی مانند مطبوع‌کننده‌های هوا، یخچال، ماشین ظرفشویی، مایکروویو، جاروبرقی و همینطور ساخت ابزارهایی مانند لوله، سیم، کابل‌های برق و محصولات تولیدی از آهن، فولاد و مس فعالیت می‌نماید. بیش از ۳۰٪ درصد از فروش این شرکت به خارج از ژاپن مربوط می‌شود.

### ریشه نام هیتاچی
نامیهی اودیرا بنیان‌گذار هیتاچی، این شرکت را با نام هیتاچی، که یادآور مکانی بود، که اولین فروش محصولات خود را انجام داده بود؛ یعنی شهر هیتاچی، استان ایباراکی به ثبت رساند.
واژه هیتاچی در زبان ژاپنی از دو بخش تشکیل شده. هی: به‌معنای خورشید و تاچی: به‌معنای طلوع است، که در مجموع، معادل فارسی آن: طلوع خورشید می‌باشد. این واژه اشاره دارد به پرچم آفتاب تابان، امپراتوری ژاپن.

## هیتاچی زوسن
هیتاچی زوسن، (به ژاپنی: 日立造船) شرکت صنایع سنگین ژاپنی است، که در زمینه تولید سازه‌های فولادی، ماشین‌آلات صنعتی، تجهیزات کارخانه، تجهیزات تولید برق، ماشین‌آلات ساخت‌وساز، مخازن تحت فشار و موتورهای درون‌سوز فعالیت می‌کند.
شرکت هیتاچی زوسن در سال ۱۹۳۴ توسط شرکت هیتاچی راه‌اندازی شد و در سال ۱۹۴۷ به عنوان یک شرکت مستقل، ثبت گردید. دفتر مرکزی این شرکت در شهر اوساکا، ژاپن قرار دارد و سهام آن در بازار بورس توکیو معامله می‌شود.

## هیتاچی کنکی

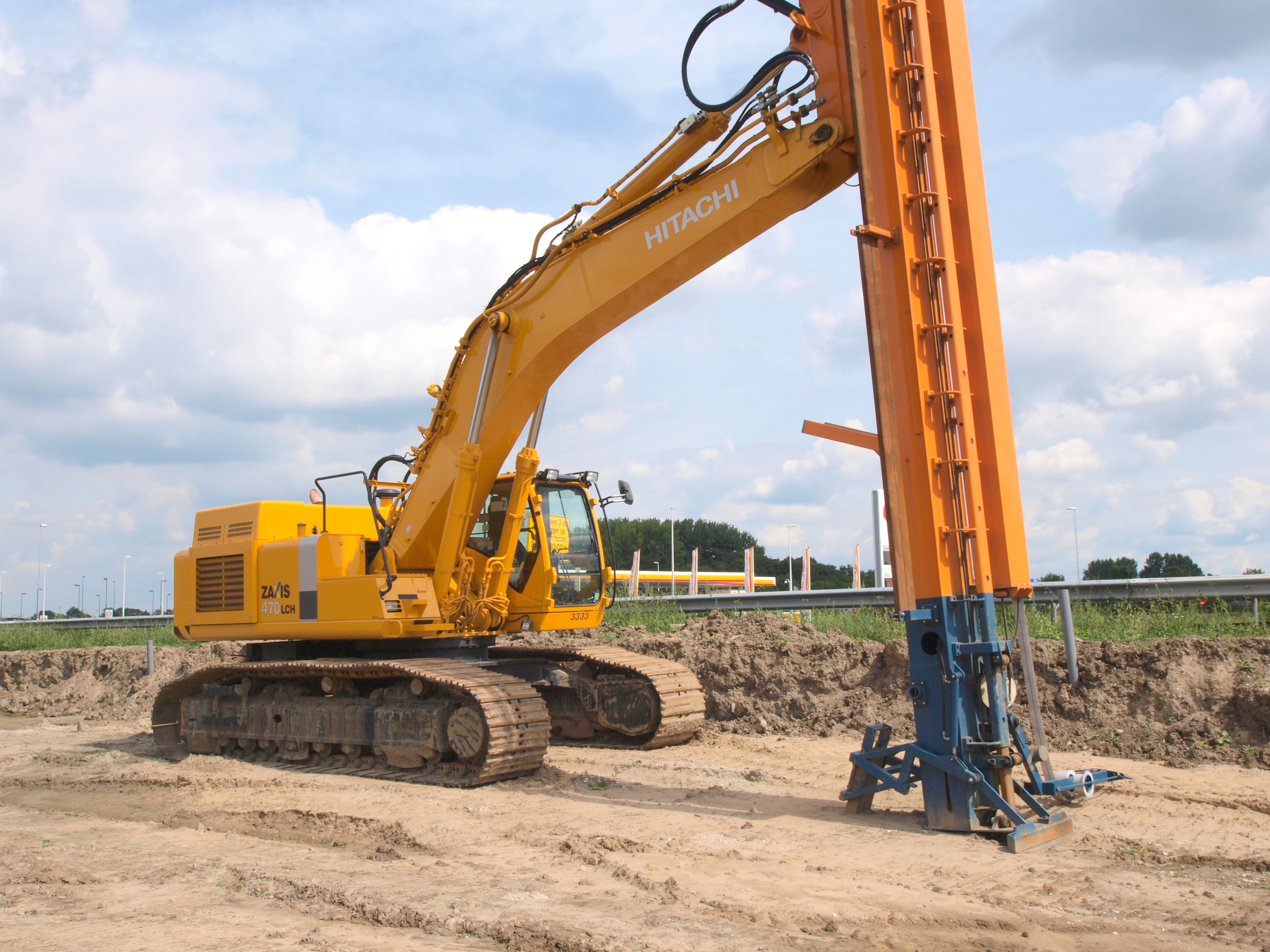
هیتاچی زاگزیس ۴۷۰

هیتاچی کنکی، (به ژاپنی: 日立建機) شرکت صنایع سنگین ژاپنی است، که در زمینه ساخت تجهیزات صنعتی، تجهیزات معدن، ماشین‌آلات راه‌سازی و ماشین‌آلات ساخت‌وساز فعالیت می‌کند.
شرکت هیتاچی کنکی در سال ۱۹۵۱ توسط کمپانی هیتاچی راه‌اندازی شد و در حال حاضر ماشین‌آلاتی چون: بولدوزر، تراکتور، جرثقیل، لودر، بیل مکانیکی و... را تولید می‌نماید.
دفتر مرکزی این شرکت در منطقه بون‌کیو، توکیو، ژاپن قرار دارد و سهام آن در بازارهای بورس توکیو و بورس اوساکا معامله می‌شود.

## هیتاچی مکسل

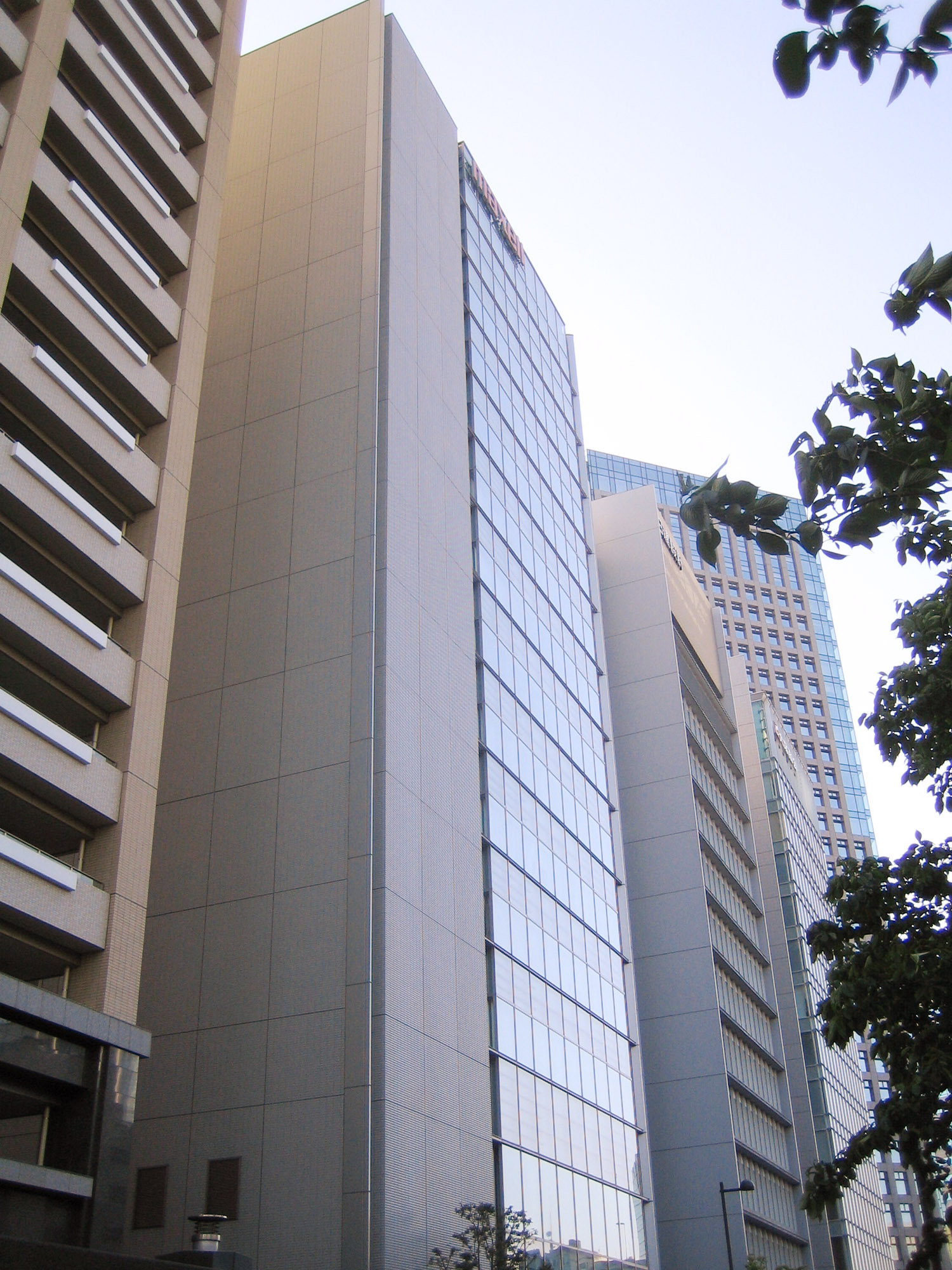
ساختمان مرکزی هیتاچی مکسل

هیتاچی مکسل، (به انگلیسی: Hitachi Maxell) که با نام مکسل شناخته می‌شود، شرکت الکترونیکی ژاپنی است، که در زمینه باتری و الکترونیک فعالیت می‌کند.
شرکت هیتاچی مکسل در سال ۱۹۴۷ راه‌اندازی شد و در سال‌های نخست تنها به تولید انواع باتری اشتغال داشت. سپس در دهه ۱۹۸۰ تولید نوارهای کاست و نوارهای ویدئو را آغاز نمود، که نقطه عطفی در تاریخ این شرکت به‌شمار می‌آید.
در حال حاضر دفتر مرکزی این شرکت در شهر ایباراکی، اوساکا، ژاپن قرار دارد و شرکت الکترونیکی هیتاچی، با در اختیار داشتن اکثریت سهام مکسل، مالک اصلی این شرکت محسوب می‌شود.

## جی‌اکس هولدینگز

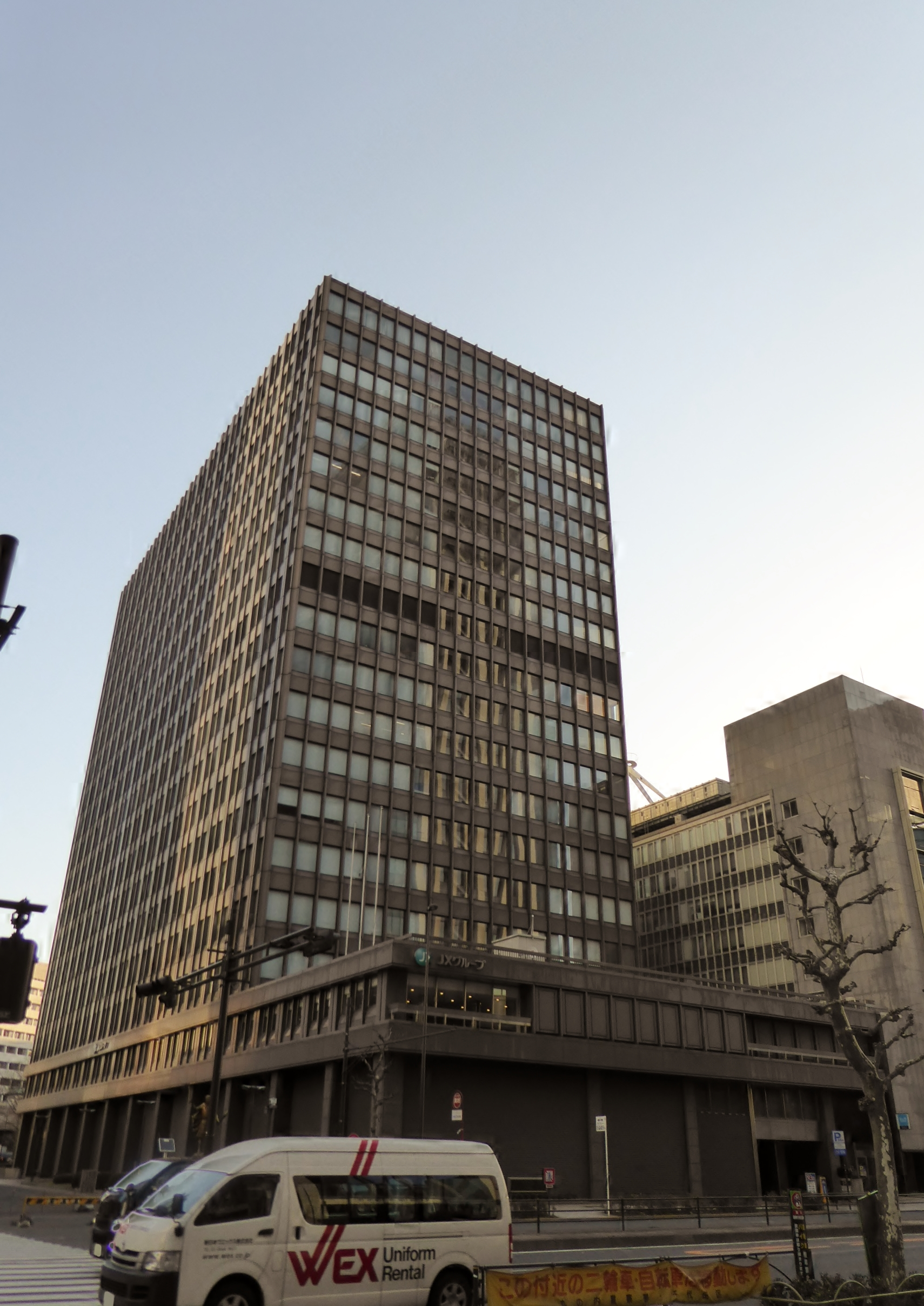
ساختمان مرکزی جی‌اکس هولدینگز در توکیو

جی‌اکس هولدینگز، (به ژاپنی: JXホールディングス) شرکت خوشه‌ای نفت و گاز، استخراج معادن و فلزات ژاپنی است، که در ماه آوریل ۲۰۱۰، در پی ادغام دو شرکت نیپون اویل و نیپون ماینینگ، تأسیس شد.
جی‌اکس JX که در ابتدای نام این شرکت، قرار دارد؛ J: از ابتدای نام ژاپن Japan و حرف اکس X: به معنای ناشناخته، بکار رفته است!

## نیپون اویل

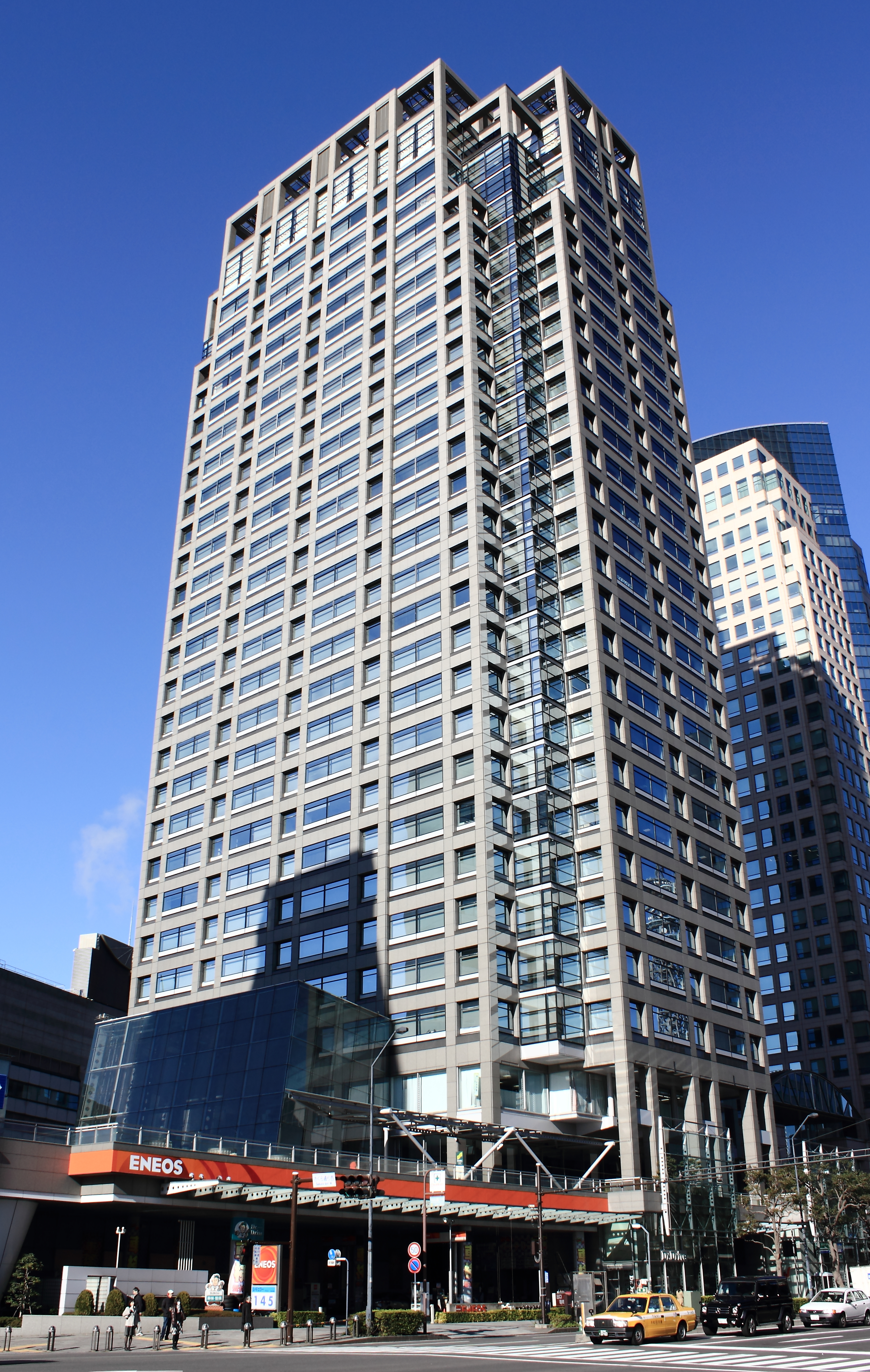
ساختمان اداری نیپون اویل، در یوکوهاما

نیپون اویل، (به انگلیسی: Nippon Oil) شرکت نفتی ژاپنی است، (به ژاپنی: 新日本石油株式会社) که در زمینه اکتشاف، تولید، پالایش و واردات نفت خام فعالیت می‌کند.
این شرکت همچنین، به فروش فراورده‌های نفتی؛ از جمله بنزین، روغن، گازوئیل و سایر فعالیت‌های مرتبط با انرژی، اشتغال دارد.
کمپانی نیپون، جایگاه‌های پمپ بنزین خود، را با نام تجاری و لوگوی "انیوس" ثبت و راه‌اندازی می‌کند.

### تاریخچه
شرکت نیپون، در سال ۱۸۸۸ با نام "نیپون اویل"، در شهر توکیو، تأسیس شد.
در سال ۱۹۹۹، نیپون اویل، با شرکت "میتسوبیشی اویل" ادغام شد. شرکت تازه تأسیس، "نیپون میتسوبیشی اویل" نام گرفت.
سپس، در سال ۲۰۰۲ بار دیگر نام کمپانی، به "نیپون اویل" تغییر یافت.

### انیوس

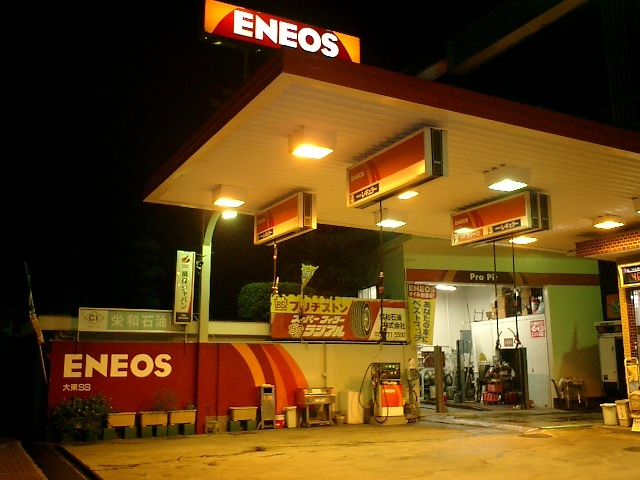
پمپ بنزین نیپون، با برند انیوس

نیپون اویل، محصولات خود را تحت نام تجاری انیوس (انگلیسی: ENEOS) به فروش می‌رساند. انیوس، یک شرکت تولید روغن اتومبیل بود، که در ایالات متجده فعالیت می‌کرد و در سال‌های گذشته، توسط نیپون اویل خریداری شد.
سپس در پی توسعه فعالیت‌های بین‌المللی، نیپون اویل، اقدام به گسترش انیوس نمود. این شرکت، از همین نام تجاری (انیوس) برای جایگاه‌های پمپ بنزین خود نیز، استفاده می‌کند.
کمپانی نیپون در حال‌حاضر، بزرگترین شرکت نفتی در کشور ژاپن است و در سال‌های گذشته، فعالیت‌های خود را، در کشورهای دیگر گسترش داده است.

### پالایشگاه‌ها

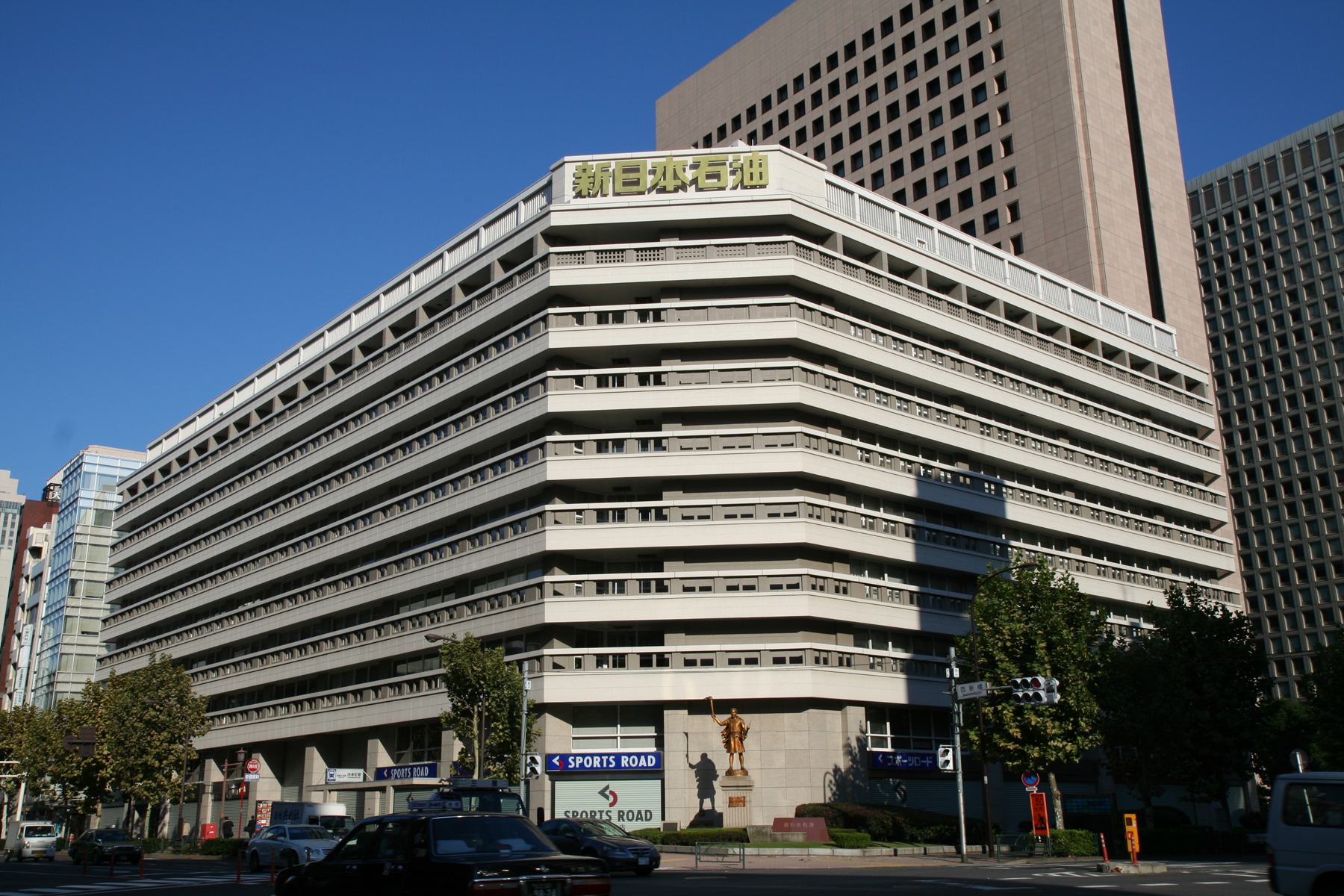
ساختمان مرکزی نیپون اویل، در توکیو

نیپون اویل، در بخش پایین‌دستی صنعت نفت، در حدود ۴٫۲۲۲ نفر را در اختیار دارد، که در بخش‌های مختلف پالایشگاه‌های این شرکت، فعالیت می‌کنند.
پالایشگاه‌های نیپون اویل، در ژاپن، عبارتند از:
| پالایشگاه          | محل                      | میزان تولید (بشکه در روز) |
| ------------------ | ------------------------ | ------------------------- |
| پالایشگاه موروران  | موروران، استان هوکایدو   | ۱۸۰،۰۰۰                   |
| پالایشگاه سندای    | سندای، استان میاگی       | ۱۴۵،۰۰۰                   |
| پالایشگاه یوکوهاما | یوکوهاما، استان کاناگاوا | از ۱۹۸۷ تعطیل!            |
| پالایشگاه نگیشی    | یوکوهاما، استان کاناگاوا | ۳۴۰٫۰۰۰                   |
| پالایشگاه اوساکا   | تاکایشی، استان اوساکا    | ۱۱۵٫۰۰۰                   |
| پالایشگاه میزوشیما | کوراشیکی، استان اوکایاما | ۲۵۰٫۰۰۰                   |
| پالایشگاه ماریفو   | نیشی‌واکی، استان هیوگو    | ۶۰٫۰۰۰                    |

### فعالیت‌های بین‌المللی

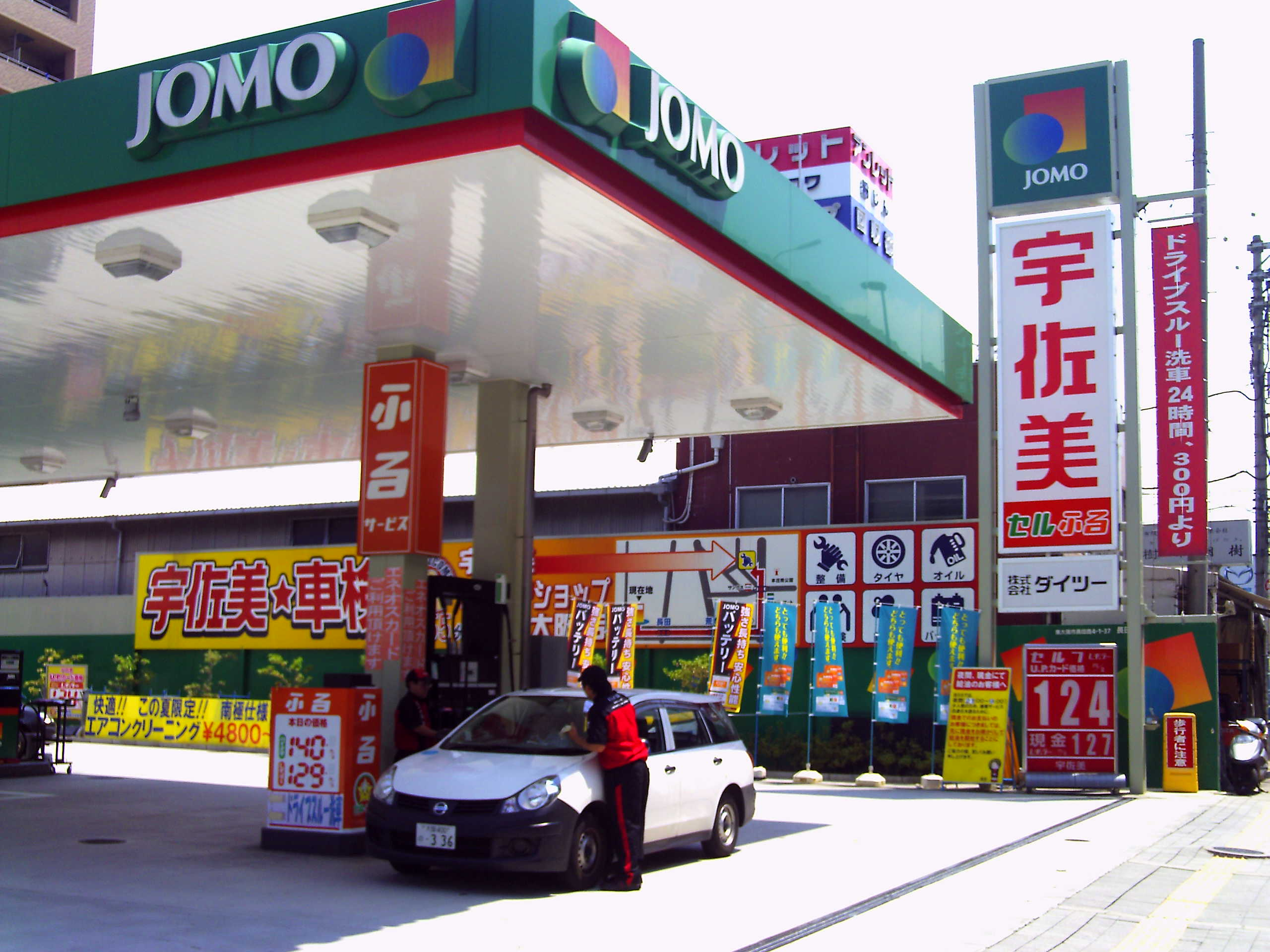
جایگاه پمپ بنزین نیپون در اوساکا

#### ایالات متحده
نیپون اویل، در ایالات متحده، از طریق شرکت تابعه خود، به نام جی‌اکس نیپون اویل & انرجی در ایتاسکا، تگزاس، ایلنویز و نیز در کالیفرنیا فعالیت می‌کند.
همچنین از طریق شرکت تابعه دیگر، به نام نیپون اویل لوبریکنتز در چیلدرزبرگ آلاباما فعالیت می‌نماید.
کمپانی نیپون، اخیرأ فعالیت‌های گسترده‌ای را در تولید و فروش روغن موتور با نشان‌های تجاری سوستینا در ایالات متحده آغاز کرده‌است.

#### کانادا
بخش اکتشاف شرکت نیپون اویل، مالک ۵٪ از سهام کمپانی کانادایی سینکرود است، که از طریق شرکت تابعه خود، در کشور کانادا با نام موکال انرجی، این سهام را خریداری نموده‌است.
نیپون اویل، از طریق موکال انرجی همچنین، فعالیت گسترده‌ای در زمینه اکتشاف و تولید نفت از ماسه‌های نفتی در کشور کانادا دارد.

#### هند
نیپون اویل، همکاری فنی با شرکت تاید واتر اویل هند، داشته و با نام تجاری انیوس انواع روغن، گریس و دیگر فراورده‌های نفتی را به شرکت تاید واتر سپرده و این شرکت، محصولات انیوس را در بازار هند، عرضه می‌نماید.
این رابطه عرضه و تقاضا، همچنان میان نیپون اویل و تاید واتر ادامه دارد.

### حمایت‌های مالی

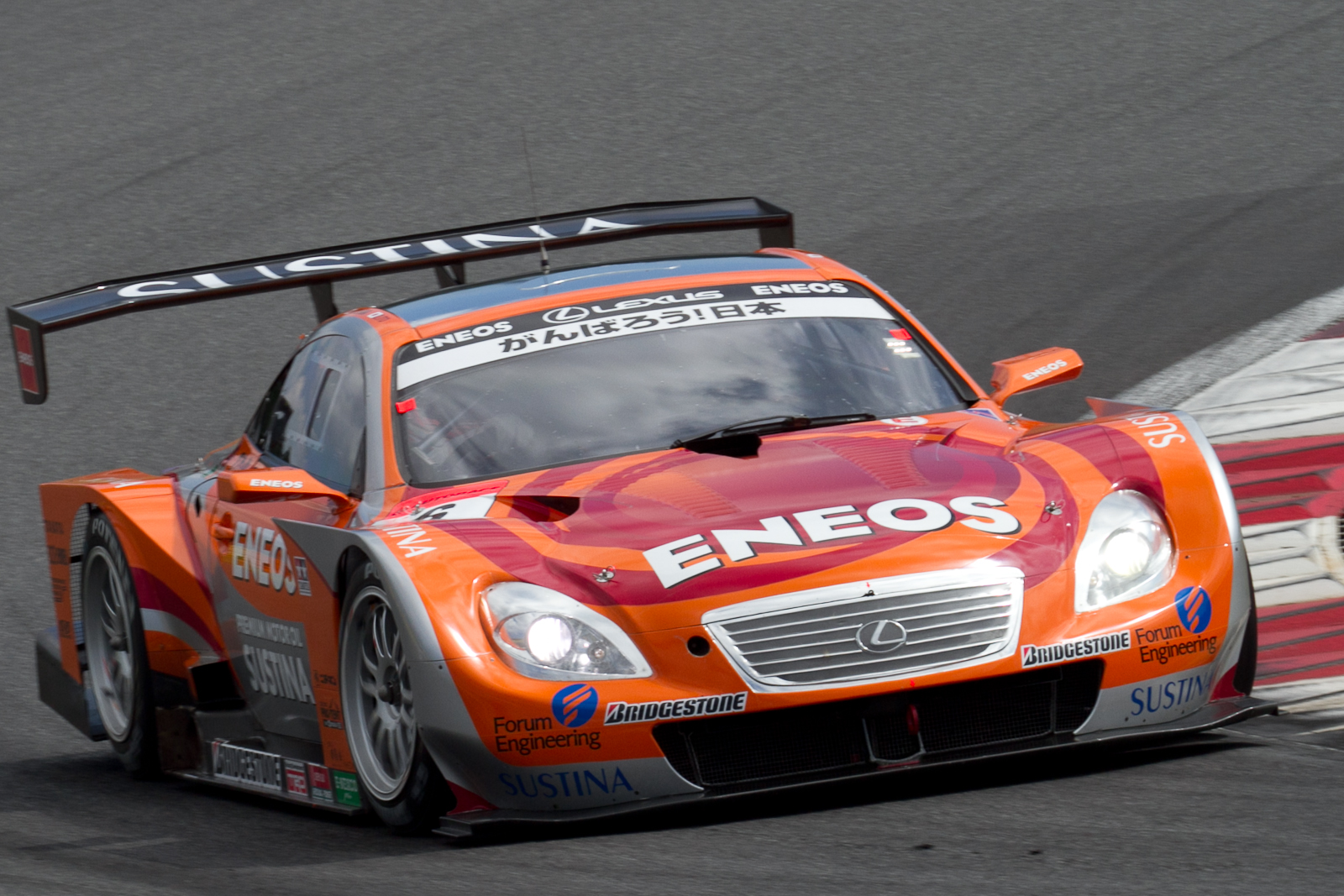
کازویا اوشیما، راننده لکسوس لمنز انیوس

نیپون اویل، در گذشته‌ای نه چندان دور، با نشان تجاری انیوس، اسپانسر تیم هوندا ریسینگ، در مسابقات اتومبیلرانی فرمول یک بود.
در حال حاضر کمپانی نیپون اویل، اسپانسر باشگاه فوتبال توکیو است.
این شرکت نفتی، همچنین اسپانسر تیم لکسوس لمنز انیوس، در مسابقات سری سوپر جی‌تی می‌باشد.
در اواخر دهه ۱۹۸۰ میلادی تا اوایل دهه ۱۹۹۰، اسپانسر تیم پورشه بود. نیپون اویل، همواره با نشان و نام تجاری انیوس، در مسابقات اتومبیل‌رانی، مشارکت می‌کند...

#### فرمولا نیپون

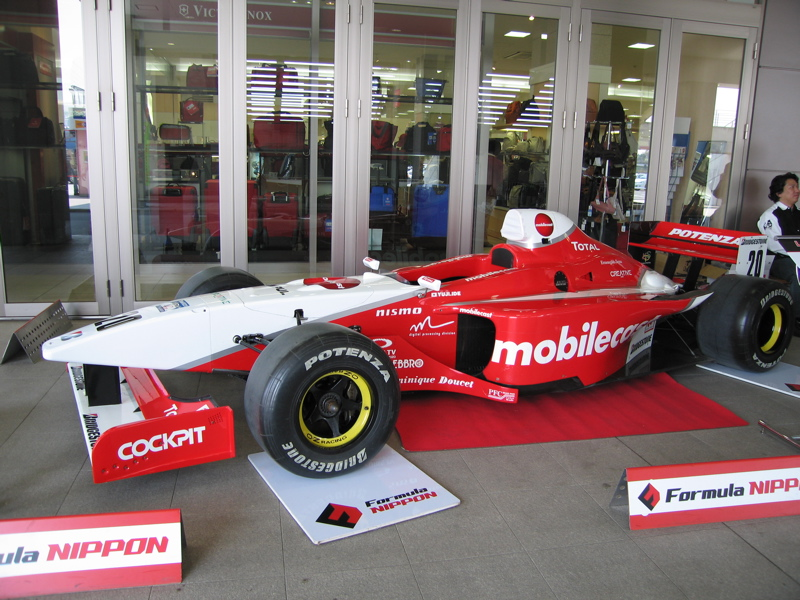
تویوتا، کلاس فرمولا نیپون

فرمولا نیپون، (به انگلیسی: Formula Nippon) یک کلاس خاص از سری مسابقات اتومبیل‌رانی می‌باشد و با حمایت کمپانی نیپون اویل، در کشور ژاپن برگزار می‌شود.
این دوره از مسابقات، از سال ۱۹۷۳ آغاز شد و به صورت سالیانه با حضور دوازده تیم و به صورت تک نفره، اجرا می‌شود.
اتومبیل‌های مسابقات فرمولا نیپون را، تویوتا و هوندا تأمین می‌نمایند. از راننده‌های شناخته شده این کلاس، می‌توان به "رالف شوماخر" اشاره کرد.

## داتسون
داتسون، (به انگلیسی: Datsun) شرکت خودروسازی ژاپنی است، که به‌عنوان زیرمجموعه‌ای از گروه نیسان محسوب می‌شود. این شرکت در سال ۱۹۳۱ راه‌اندازی شد. در فاصله سال‌های ۱۹۵۸ تا ۱۹۸۶ خودروهای تولید شده توسط داتسون، از طریق شبکه فروش و نمایندگی‌های نیسان، صادر یا توزیع می‌گردید.
در سال ۱۹۸۶ مدیریت وقت نیسان، تصمیم گرفت که فعالیت برند داتسون را متوقف کند. سپس در سال ۲۰۱۳ مدیرعامل فعلی نیسان، کارلوس غصن اقدام به سازماندهی مجدد برند داتسون جهت تولید خودروهای کلاس ارزان قیمت برای بازارهای در حال ظهور نمود. بعدها در سال ۱۹۳۳ یوشیسوکه آیکاوا بنیان‌گذار شرکت نیسان، داتسون را خریداری کرد. داتسون بیشتر بخاطر مدل‌های داتسون اسپورتس و داتسون ۵۱۰ شناخته شده‌است.
دات در واژه داتسون از سه حرف اول نام‌های دن کنجیرو (田健治郎) فرماندار نظامی تایوان و عضو کابینه دولت، آئویاما روکورو (青山禄朗) سرمایه‌دار، و تاکه‌اوچی می‌تارو (竹内明太郎) سرمایه‌دار و نماینده مجلس سفلی که سه پشتیبان مالی شرکت بودند گرفته شده‌است. ترکیب این سه واژه در زبان ژاپنی به معنی خرگوش گریزپا (脱兎) است و به عنوان فرزند این سه نفر واژه son به معنی پسر به آن اضافه شد. پس از این، واژه son به sun تغییر داده شد تا از هم‌آوایی با کلمه زیان (損) جلوگیری شود و معنی خورشید نیز مد نظر آید.

## اینفینیتی
اینفینیتی، (به انگلیسی: infiniti) شرکت خودروسازی ژاپنی است، که به‌عنوان زیرمجموعه‌ای از گروه نیسان، وظیفه تولید خودروهای لوکس شرکت نیسان را بر عهده دارد. اینفینیتی در تاریخ ۸ نوامبر ۱۹۸۹ فعالیت خود را با توزیع خودرو، در آمریکای شمالی آغاز نمود و در حال حاضر مالک شبکه‌ای از ۲۳۰ مرکز فروش در ۱۵ کشور جهان می‌باشد. اینفینیتی در سطح اتومبیل‌های نیمه لوکس و لوکس طبقه‌بندی می‌شود در حالی که محصولات عادیِ نیسان جزو طبقهٔ اسپرت و سدان هستند.
سه خودروساز بزرگ ژاپنی؛ تویوتا، هوندا و نیسان، همواره رقابت تنگاتنگی با یکدیگر داشته‌اند. این سه شرکت، در بخش تولید خودروهای لوکس نیز با خلق برندهای لکسوس (تویوتا)، اکیورا (هوندا) و اینفینیتی، رقابت خود را در بازار خودروهای لوکس آمریکای شمالی پی گرفته‌اند. از مدل‌های تولید شده این شرکت می‌توان به خودروهای اینفینیتی کیو۴۵، اینفینیتی ام، اینفینیتی جی، اینفینیتی آی، اینفینیتی کیوایکس، اینفینیتی ای‌ایکس، اینفینیتی اف‌ایکس و اینفینیتی اسنس، اشاره کرد.

## یودی تراکس
یودی تراکس، (به ژاپنی: UDトラックス株式会社) شرکت خودروسازی ژاپنی است، که در زمینه طراحی و ساخت کامیون، اتوبوس و موتورهای دیزلی فعالیت می‌کند.
شرکت یودی تراکس در سال ۱۹۳۵ در کاواگوچی، سایتاما راه‌اندازی شد و در سال ۲۰۰۷ تمامی سهام آن توسط شرکت ولوو خریداری شد و در حال حاضر از شرکت‌های تابعه ولوو می‌باشد. دفتر مرکزی این شرکت در شهر آگه‌ئو، سایتاما، ژاپن قرار دارد.

## نیسان کمیکال
نیسان کمیکال، (به ژاپنی: 日産化学工業) شرکت صنایع شیمیایی ژاپنی است، که به‌عنوان زیرمجموعه‌ای از گروه نیسان، در ۳ حوزه تولید مواد شیمیایی، داروسازی و محصولات شیمیایی کشاورزی فعالیت می‌نماید.
شرکت نیسان کمیکال در سال ۱۸۸۷ توسط دکتر جویکیشی تاکامین راه‌اندازی شد و در حال حاضر دارای ۶ کارخانه تولیدی، ۳ مرکز تحقیق و توسعه و ۲ آزمایشگاه میکروبیولوژی در ژاپن می‌باشد. دفتر مرکزی این شرکت در شهر چیودا، توکیو قرار دارد و بخشی از سهام آن در بازار بورس توکیو معامله می‌شود.

## نیسمو
نیسمو، (به انگلیسی: Nissan Motorsport - Nismo)‏ (کوتاه‌شده: نیسان موتوراسپورت) شرکت خودروسازی ژاپنی است، که مدیریت بخش ورزش‌های موتوری شرکت نیسان را بر عهده دارد و به‌عنوان زیرمجموعه‌ای از گروه نیسان، در زمینه تیونینگ بخش‌های مختلف خودرو، از جمله آیرودینامیک کردن، برآکش موتورهای درون‌سوز، سیستم‌های تعلیق و افزایش کارایی قطعات خودروهای نیسان، اینفینیتی و داتسون فعالیت می‌نماید.
شرکت نیسمو در سال ۱۹۸۴ با ادغام دو زیرمجموعه ورزش‌های موتوری نیسان که کارخانه‌های آن‌ها در شهرهای اوموری و یوکوسوکا، کاناگاوا مستقر بودند، راه‌اندازی شد. در حال حاضر دفتر مرکزی این شرکت در شیناگاوا، توکیو و کارخانه مرکزی آن در شهر یوکوهاما، ژاپن قرار دارد.